# Kuba
Kuba (hivatalosan Kubai Köztársaság, spanyolul República de Cuba) karibi szigetország, területéhez Kuba szigetén túl több ezer kisebb-nagyobb sziget és homokzátony tartozik. A Karib-tenger északi részén, a Mexikói-öböl és az Atlanti-óceán találkozásánál helyezkedik el. A Yucatán-félszigettől (Mexikó) keletre, Floridától és a Bahamáktól délre, Hispaniolától (Haiti, Dominikai Köztársaság) nyugatra, Jamaicától és a Kajmán-szigetektől pedig északra található. Fővárosa és legnépesebb városa Havanna.
Az egykori spanyol gyarmat ma a legnépesebb karibi ország, egyben a világ egyik utolsó szocialista berendezkedésű állama. 1972 és 1991 között a KGST tagja. A világ azon kevés országainak egyike, ahol szocialista típusú tervgazdálkodás működik. Az Egyesült Államok az országtól bérli a haditengerészeti támaszpontjáról és börtönéről ismert Guantánamói-öblöt. 2015 augusztusában az USA levette az országot a terrorizmust támogató államok listájáról, ami azonban nem jelenti az 1962-ben elrendelt embargó felfüggesztését.
Kuba többek között az ENSZ, az Afrikai, Karibi és Csendes-óceáni Államok Csoportja, az ALBA, az el nem kötelezett országok és az Amerikai Államok Szervezetének a tagja.

## Földrajza
| \| Bahama-szigetek Kajmán-szigetek Camagüey Cienfuegos Guantánamo Havanna Holguín Matanzas Pinar del Río Sancti Spíritus Santiago Santa Clara Trinidad Varadero Mexikói-öböl Karib-tenger Guantánamói-öböl Disznó-öböl Juventud-sz. \| \| térkép szerkesztése \| |
| Bahama-szigetek Kajmán-szigetek Camagüey Cienfuegos Guantánamo Havanna Holguín Matanzas Pinar del Río Sancti Spíritus Santiago Santa Clara Trinidad Varadero Mexikói-öböl Karib-tenger Guantánamói-öböl Disznó-öböl Juventud-sz.                                 |
| térkép szerkesztése |

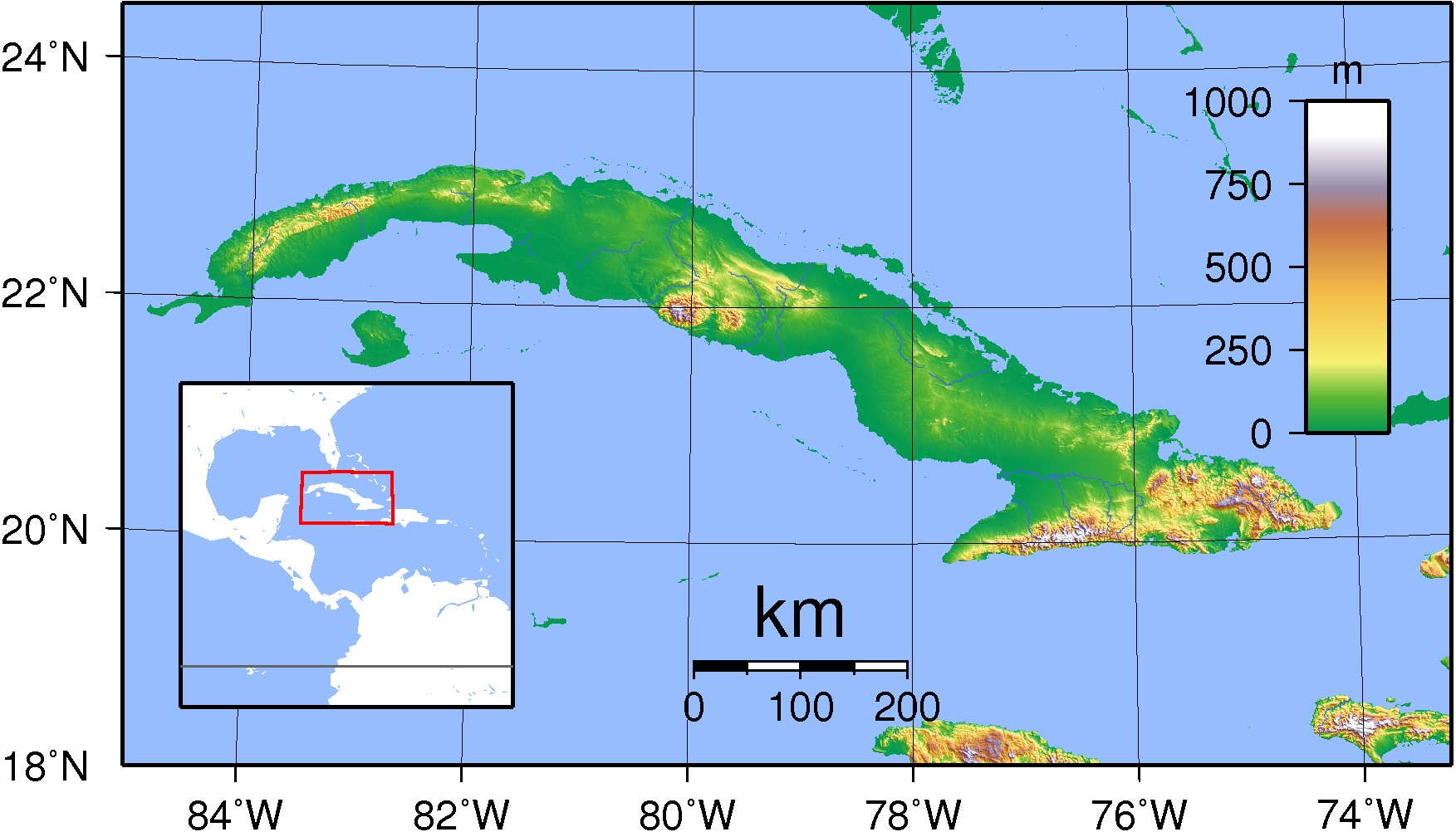
Domborzati térkép

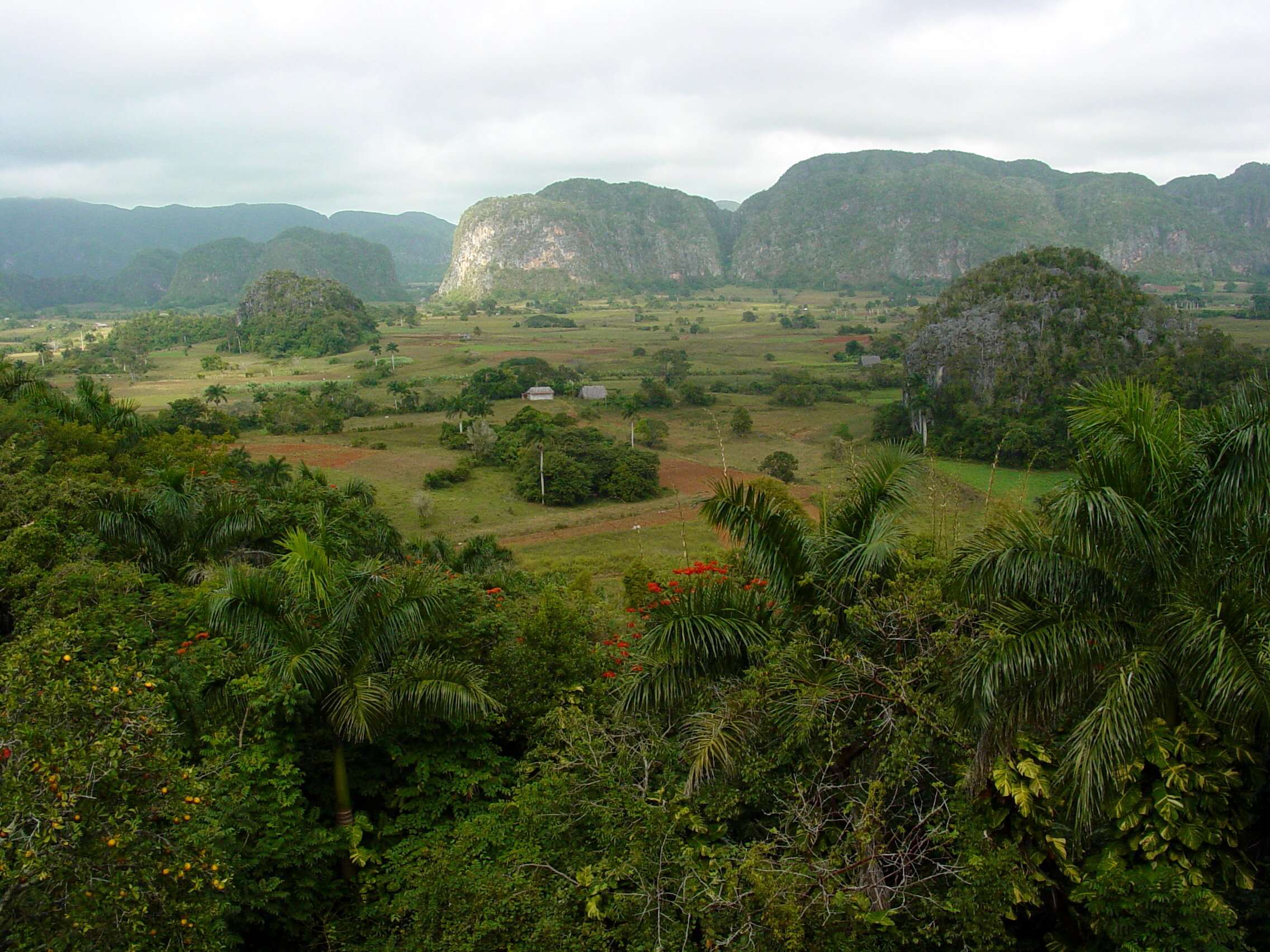
Karsztos szigethegyek Pinar del Ríóban

Kuba szigetén túl, – mely a Nagy-Antillák legnagyobb tagja, – hozzátartozik még több ezer kisebb szárazulat is, amelyek közül méretével kiemelkedik a Juventud-sziget (korábban Pinos). 
Kuba a Karib-tenger északi szigete, keletről az Atlanti-óceán, nyugatról a Mexikói-öböl, délről pedig a Karib-tenger mossa határait. Bár sziget, közel van az Amerikai Egyesült Államok déli részéhez, Floridához. Északkeleten a Bahama-szigetek, délkeleten Haiti, délen a Kajmán-szigetek és Jamaica a szomszédja, míg pár száz kilométerre nyugatra Mexikó terül el.

### Domborzata
Kuba felszíne tagolt, túlnyomó részben sík terület, hegyvidékkel az ország délkeleti részén. Legalacsonyabb pontja tengerszinten van (0 m), legmagasabb pontja a Turquino csúcs (spanyol: Pico Turquino, 1974 m) az ország délkeleti részében.

### Vízrajza
Leghosszabb folyója, a Río Cauto 343 km hosszú; nem hajózható.

### Éghajlat
Éghajlata trópusi, meleg és esős, ideális üdülésre, kikapcsolódásra. Fekvése miatt évente többször söpörnek végig a hurrikánok a szigeten.
Egész évben 22-28 °C közötti az átlaghőmérséklet. Az év 300 napján 7-8 óra a napsütéses órák száma naponta. Klímáját két évszak határozza meg: egyik a száraz, novembertől áprilisig, a másik az esős, amely májustól októberig tart.
A száraz évszak inkább enyhe, kevesebb csapadékkal. Az esős évszak forróbb és csapadékosabb, ami nem azt jelenti, hogy napokon keresztül szakad az eső, inkább csak záporok, zivatarok fordulnak elő gyakrabban. A páratartalom igen magas egész évben, kb. 80% körül mozog.

### Élővilág, természetvédelem
Az ország területének 10%-án építési tilalom van a természet védelme érdekében. Nincs azonban egységes szabályok szerint működő természetvédelmi rendszer. Minden védett terület egyedi, helyi szabályok szerint működik.

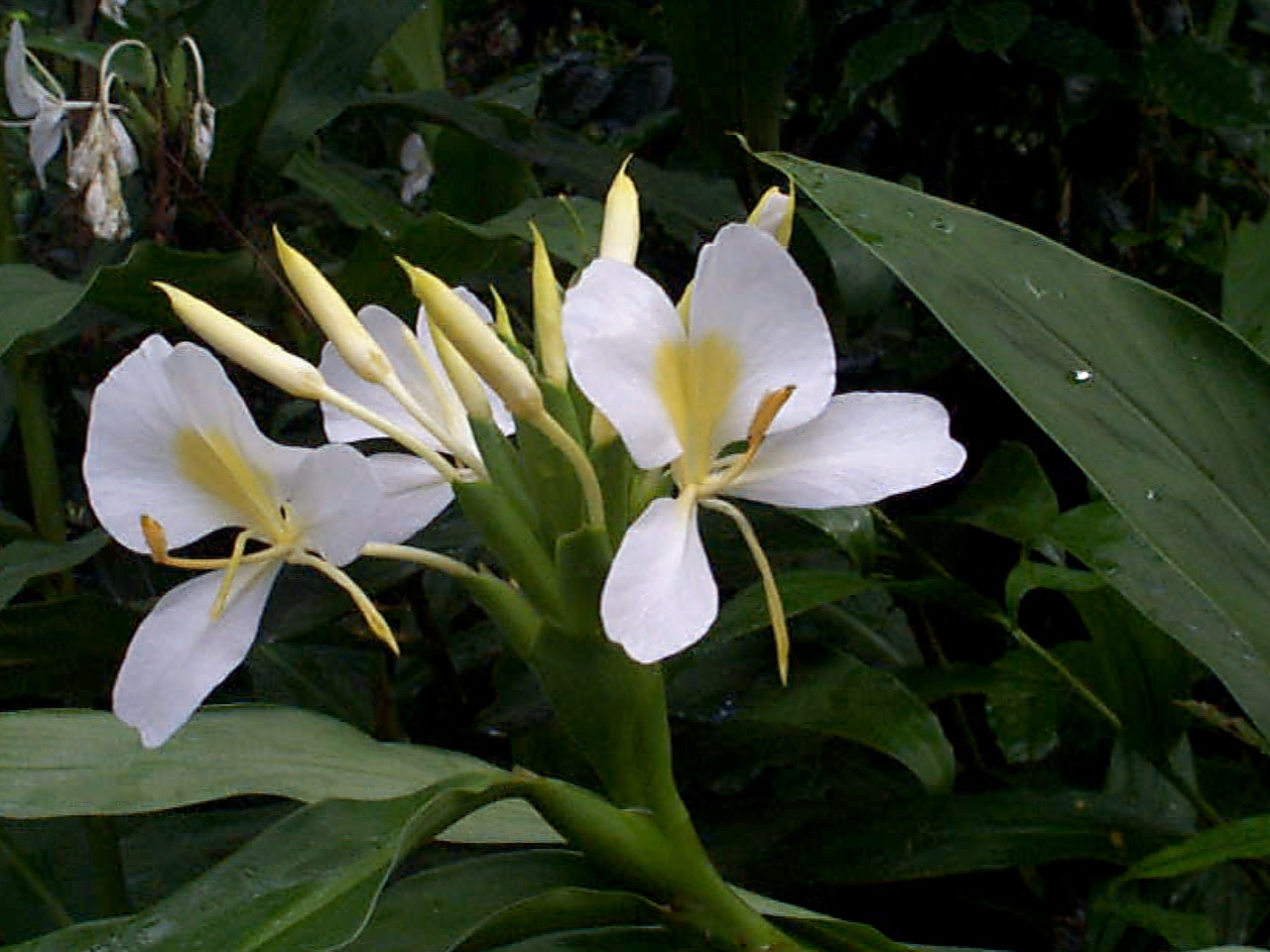
Hedychium coronarium, az ország nemzeti virága
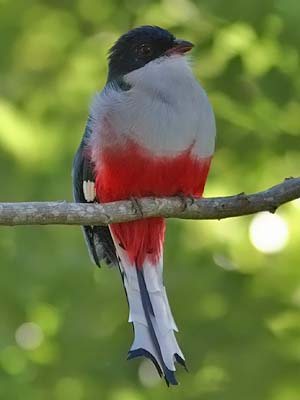
Kubai trogon, az ország nemzeti madara
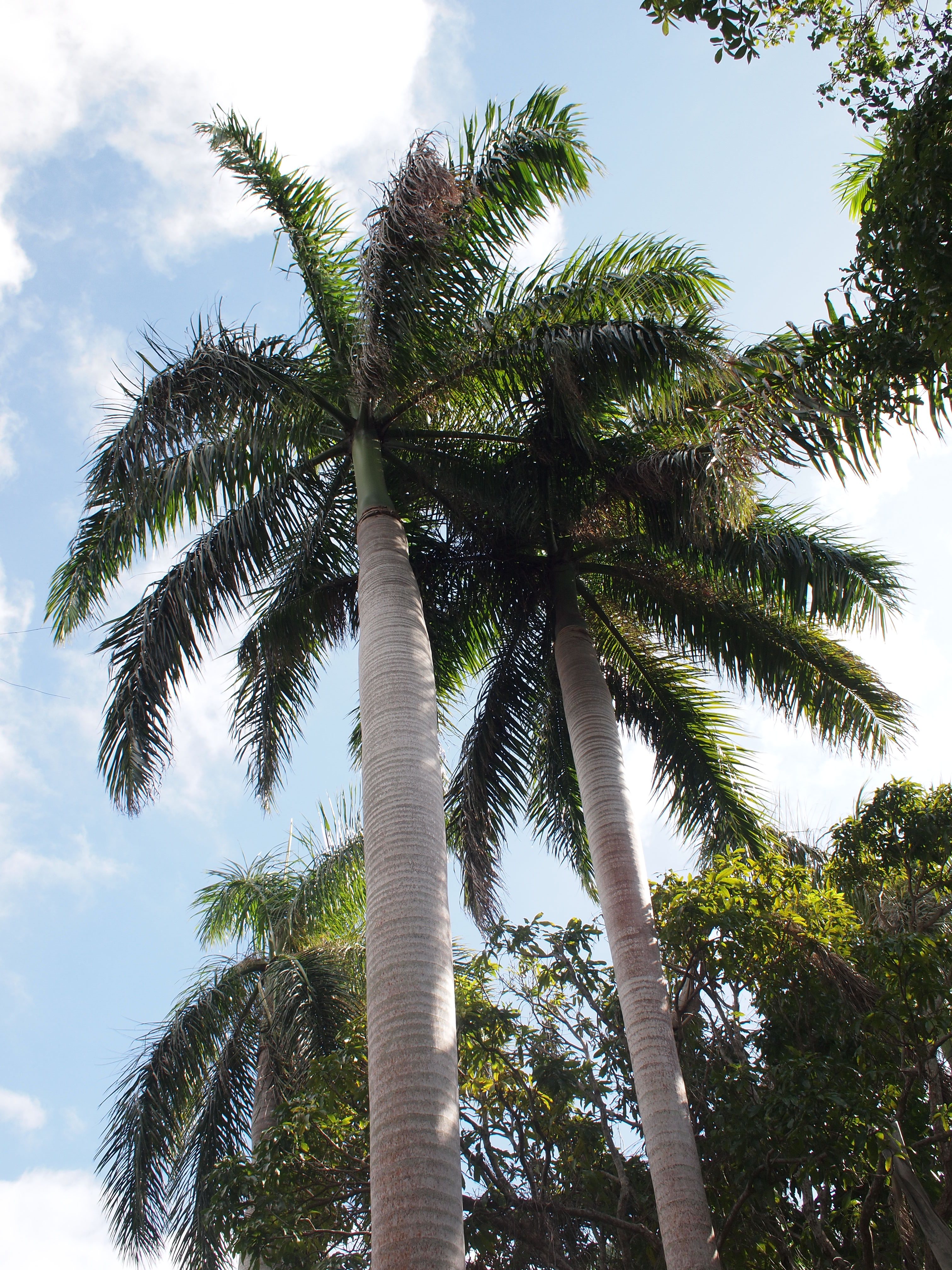
Királypálma
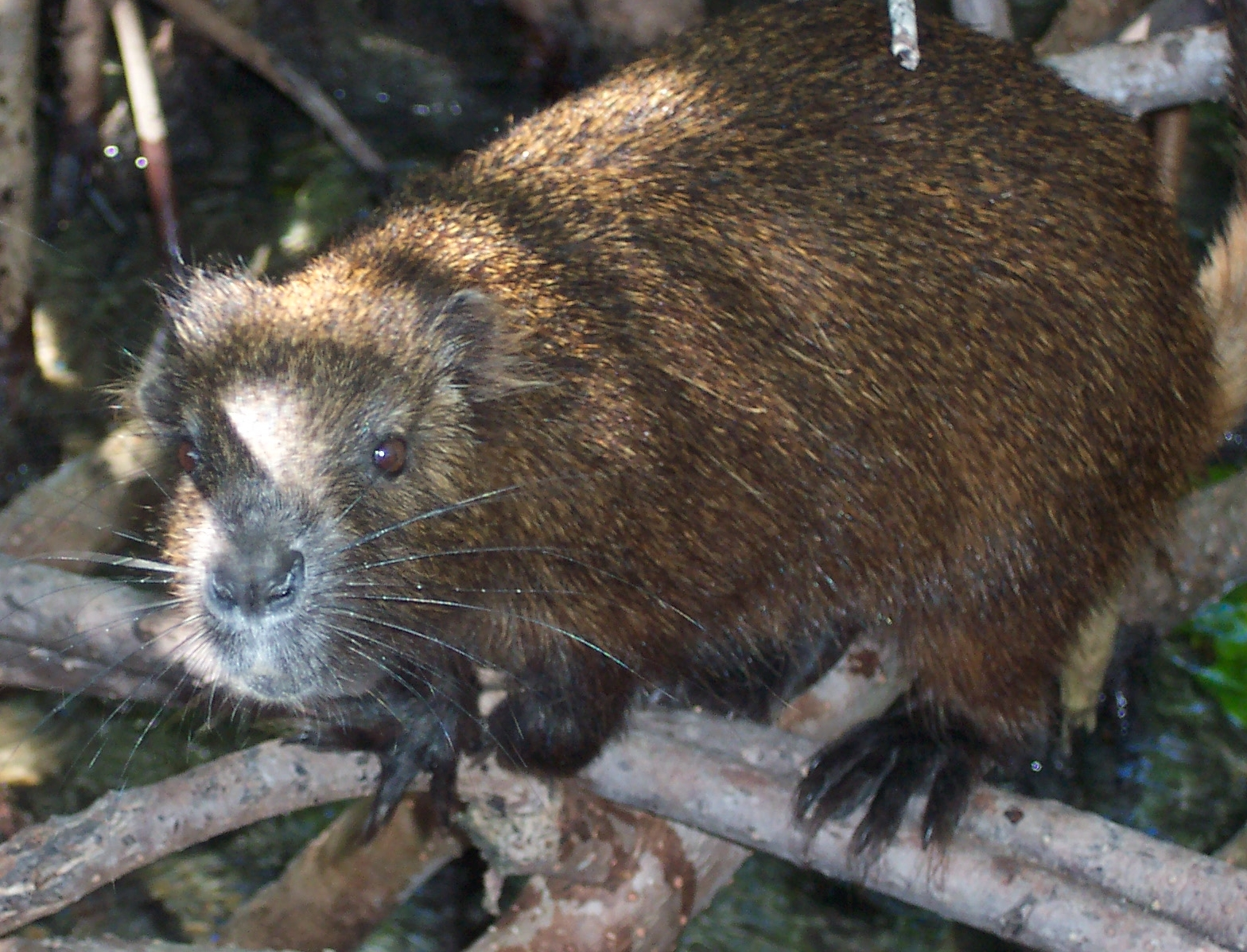
Hutia konga
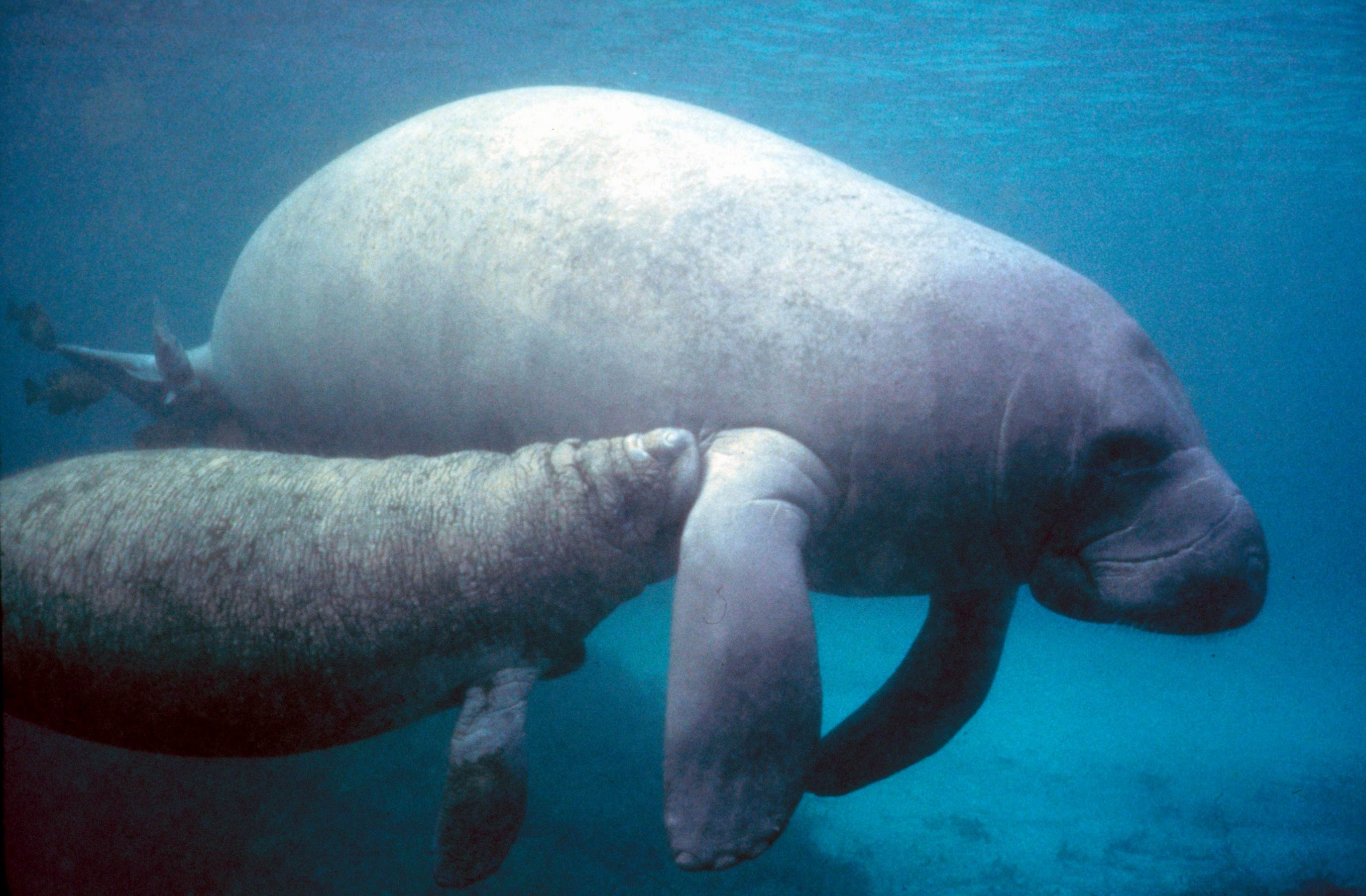
Karibi manátusz
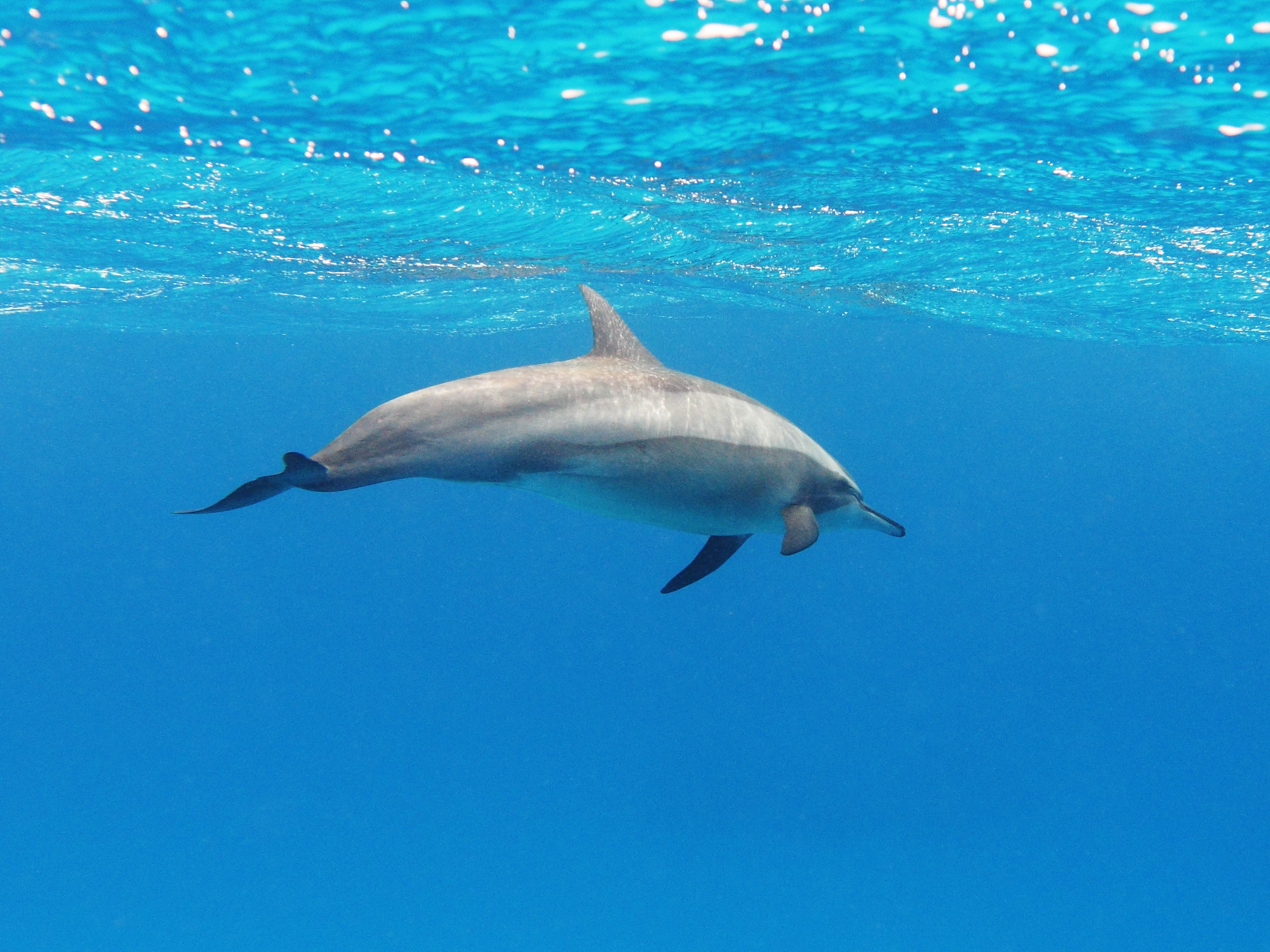
Trópusi delfin

#### Természeti világörökségei
- Desembarco del Granma Nemzeti Park
- Alejandro de Humboldt Nemzeti Park

## Történelme

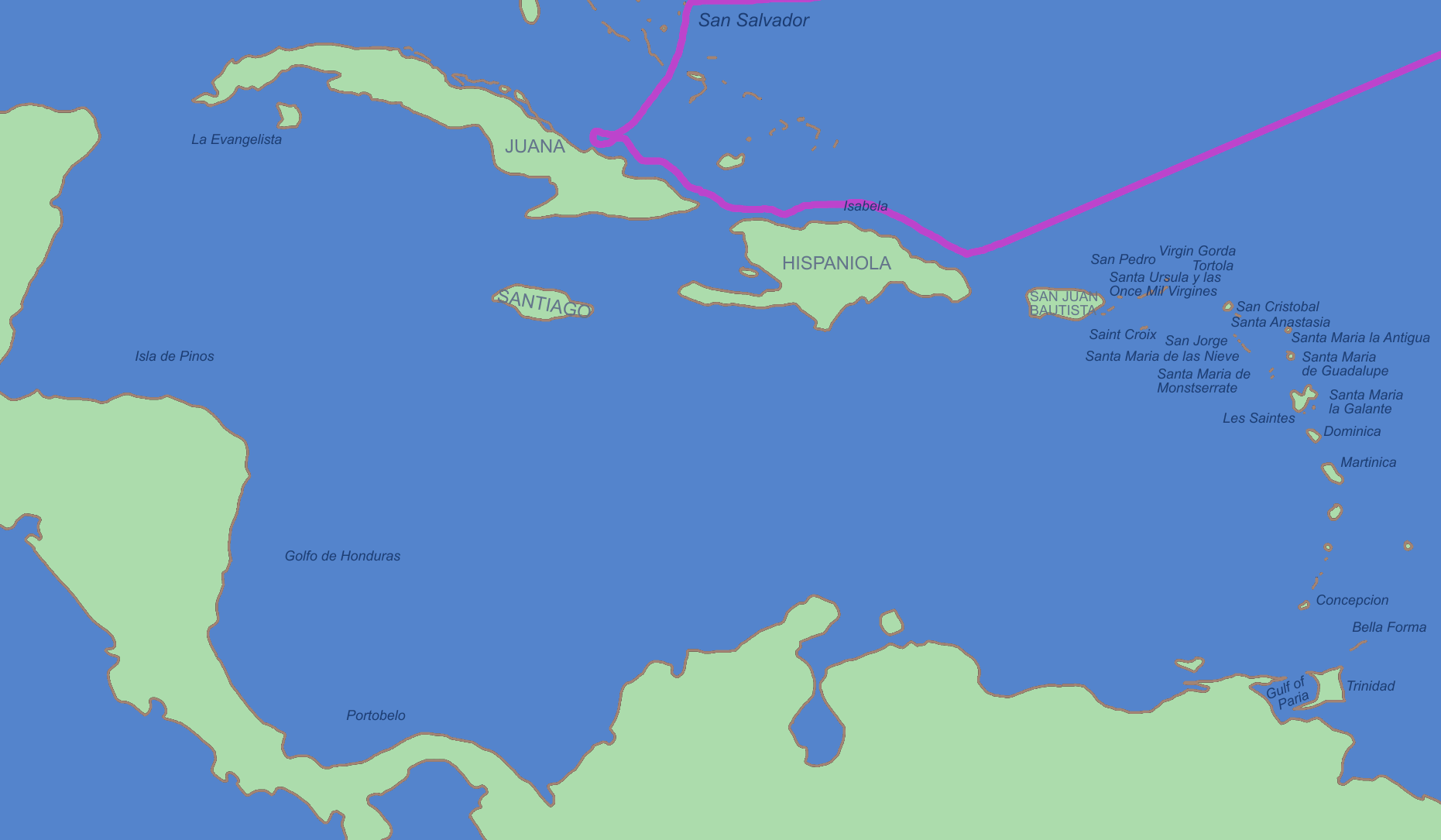
Kolumbusz első útja

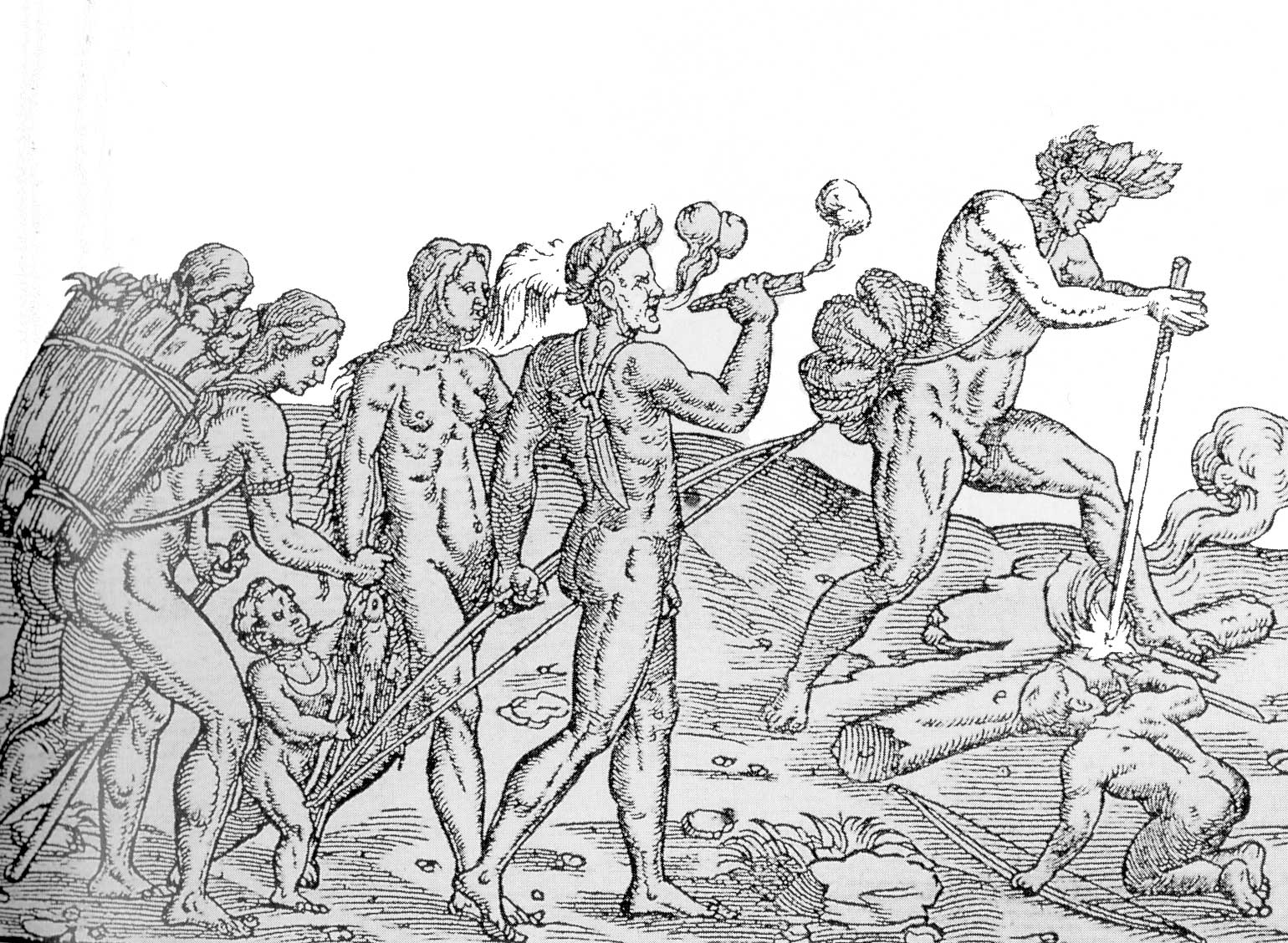
Kuba indiánjai. 1558-as rajz

Az első emberek I. e. 3500 tájékán érkezhettek a szigetre.[forrás?]

### A spanyol kolóniák kialakulása
Kolumbusz Kristóf 1492. október 24-én szállt partra a szigeten. Ekkor az arawakok éltek itt, akik az akkori időben igen elterjedt etnikai csoportja volt az egész karibi térségnek. Amikor a nagy felfedező partra szállt, mintegy 100 000 lehetett az őslakos tainók és ciboneyek (más írásmód szerint „siboney”) száma. A tainok földművelők voltak, míg a ciboney törzsek vadászó-gyűjtögető életmódot folytattak.
Az ország neve is a taino nyelvből ered,  a cubanacan jelentése "központi hely." Kolumbusz az Isla Juana nevet adta a szigetnek.
Sebastian de Ocampo 1509-1511 között teljesen feltérképezte, majd 1512-ben Diego Velázquez de Cuéllar felfedezte és meghódította a szigetet. Ezután kezdtek teljesen berendezkedni és egymás után épültek fel az első települések. Az első Nuestra Asuncion de Baracoa volt 1511-ben, majd ezután a fontosabb városok jöttek, mint Santiago de Cuba, Bayamo, Puerto Principe és 1514-ben Habana, melyet San Cristóbal de Habanáról, egy helyi főnökről neveznek el.

### A spanyol gyarmat

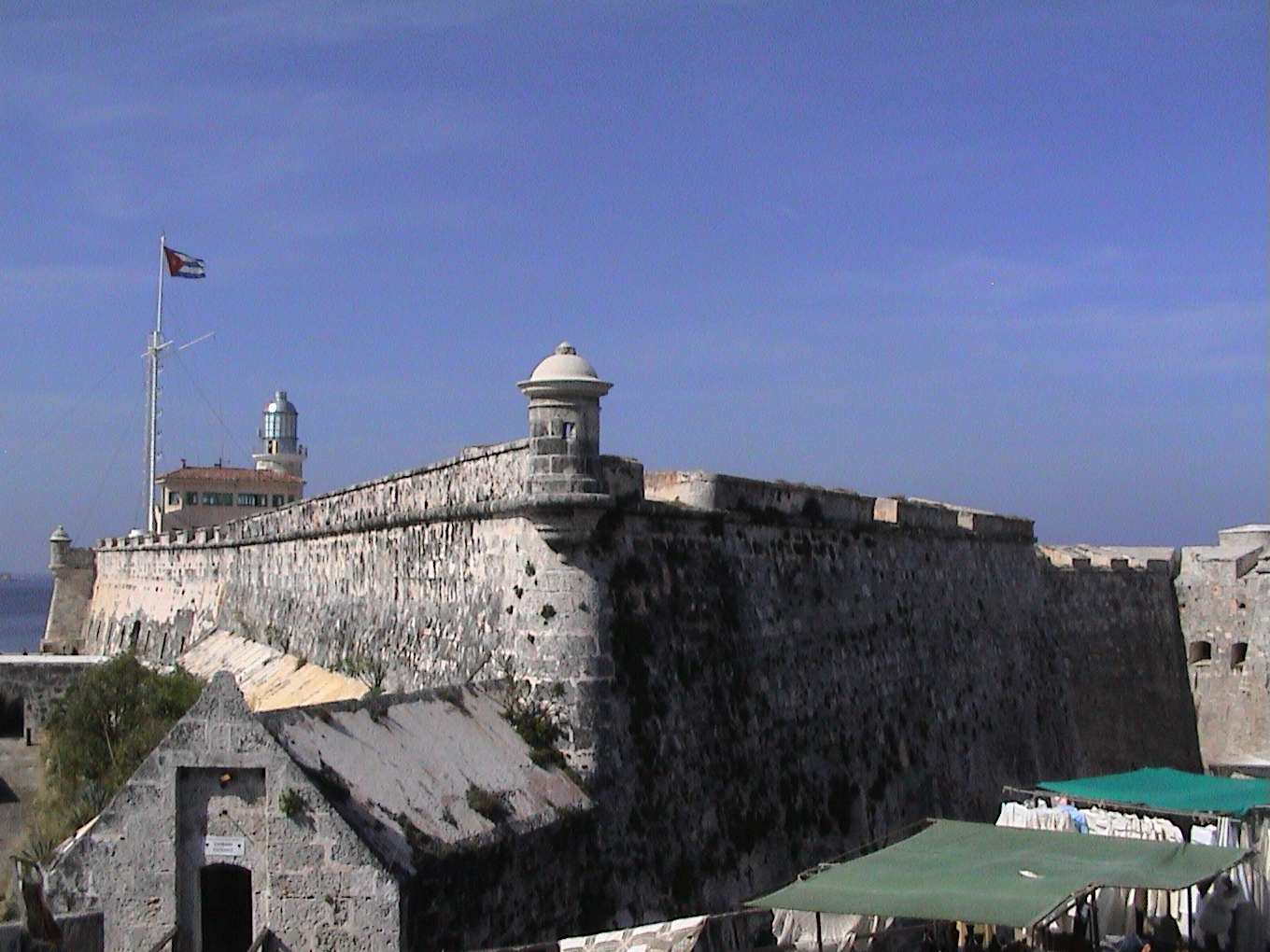
Erőd az 1500-as évekből, Castillo del Morro (Santiago de Cuba)

A spanyol hódítók fokozatos berendezkedése nyomán megindult és fellendült a kereskedelem, bár a kalóztevékenység megnehezítette a gyarmat elérését. Az őslakosokra kivetett robot miatt a sziget lakossága megcsappant, a munkaerő pótlására nagyszámú rabszolgát telepítettek be. A sorozatos rabszolgafelkelések hatására a gyarmattartók etnikailag és nyelvileg vegyesen telepítették a feketéket, hogy ezzel is csökkentsék a lázadás esélyét.
1533-ban került sor a fekete bőrű rabszolgák első felkelésére a fiatal gyarmat történelmében; a felkelést leverték. 1538-ban a francia kalózok felgyújtották Havannát. Abban az időben Havanna mindössze 70-80 házból állt. 1554-ben szintén francia kalózok támadták meg Santiagót, majd 1555-ben Havannát. A város védelmére 1597-ben befejezték a Castillo del Morro nevű erőd építését a Havannai öböl bejáratánál, ami ma is áll, turisztikai nevezetességként szolgál.
1602-ben Kuba lakossága elérte a 20 ezret, amiből 13 ezer Havannában élt. 1607-től Havanna az ország fővárosa. A virágzó kereskedelem hatására a sziget jelentősen fejlődött, a 18. század közepére Havanna a térség egyik legjelentősebb városává lett.

### A spanyol–angol háború
A gyarmatokért megindult a nagy birodalmak közt a háború. Az első nagyobb összecsapás 1588-ban a spanyolok Anglia elleni hadjárata volt, és bár a spanyol flottát, az Armadát legyőzhetetlennek hitték, Anglia partjainál megsemmisült. Ekkor indult el az angol világbirodalom térhódítása, sorra szerezte meg a gyarmatait, végül Kubába is elért. 1762-ben Anglia hadat üzent Spanyolországnak, az angol flotta meghódította a sziget fővárosát és kereskedelmi központját, Havannát.
A sziget azonban megmaradt spanyol gyarmatnak, székhelyét Santiagóba helyezték át. Egy évvel később francia–angol–spanyol tárgyalások után békét kötöttek. A spanyolok visszakapták Havannát, cserébe lemondtak Floridáról.
1708-ban egy királyi rendelet alapján a rabszolgák megvásárolhatják szabadságukat. 1762 és 1838 között 391 000 rabszolga érkezett Kubába. Az 1774-es népszámlálás szerint Kuba lakossága 172 620 fő, amiből: 96 440 fehér; 31 847 szabad fekete és 44 333 fekete rabszolga.
1776-ban Havannában színház épült. 1777-ben Kuba saját gyarmati kormányt kapott, a spanyol korona főkapitányának fennhatósága alatt. 1784-ben Spanyolország megtiltotta, hogy Kuba Spanyolországon kívül más országgal bármiféle kereskedelmi kapcsolatot tartson fenn. 1790-ben Luis de Las Casast nevezték ki főkapitánynak (1796-ig volt e tisztségben). Szintén 1790-ben kiadták az első kubai újságot. A profitot az iskoláknak adományozták. 1793-ban engedélyezték a korlátozott kereskedelmet az Amerikai Egyesült Államokkal. Ugyanabban az évben Spanyolország hadat üzent Franciaországnak.

### A függetlenségi törekvések
Amerikában az első jelentősebb függetlenségi harc az Amerikai Egyesült Államok létrejöttéhez vezetett 1783-ban. A függetlenségi törekvések megjelentek a térség más államaiban is, például Haiti francia gyarmaton. Onnan 1791-ben sok francia kénytelen volt Kubába menekülni. Ők honosították meg a kávéültetvényeket. Az ültetvények száma jelentősen gyarapodott, a mezőgazdasági export növekedett. Emiatt még több rabszolgát hoztak be a szigetre.
1795-ben Spanyolország békét köt Franciaországgal, illetve lázadás tör ki Kuba keleti részén, amelynek a célja a feketék és fehérek közti egyenlőség elérése. A lázadást egy szabad fekete vezette (Nicolás Morales), különlegessége volt, hogy a fehérek és a feketék összefogtak, együtt harcoltak az egyenlőségért.
1796-ban ismét betiltották Kuba kereskedelmét az Amerikai Egyesült Államokkal és Spanyolország hadat üzent Nagy-Britanniának. 1803-ban Franciaország (Spanyolország szövetségese) ismét Nagy-Britanniával harcolt.
1805-ben a kubai cukortermelés eléri a 34 000 tonnát. 1795 ben a cukortermelés csak 14 000 tonnát tett ki.
1808-ban Napóleon császár megtámadta Spanyolországot, Anglia lett Spanyolország új szövetségese. Május 6-án a spanyol király, VII. Ferdinánd lemondott trónjáról. Júniusban Napóleon fivérét Józsefet nevezi ki Spanyolország új királyának.
1810-ben sikertelenül próbálták a kubai vezetőket bevonni egy Spanyolország ellenes lázadásba, 1812-ben 9 felkelőt fejeztek le.
A 19. század elejére egyre inkább visszhangot kaptak a függetlenségi mozgalmak törekvései, Kuba azonban a latin-amerikai országok függetlenségi harca idején hű maradt a spanyol koronához. Ennek okai: a kubai telepesek jóléte az Európával való kereskedelemtől függött, féltek a spanyolok kivonulása után esetleg kitörő rabszolgalázadástól, és jobban tartottak az Egyesült Államok növekvő hatalmától, mint a hanyatló spanyol uralomtól. Számított az is, hogy folyamatos volt Kubába a spanyolok beáramlása a társadalom minden rétegéből. A népesség összetételének alakulása már évtizedekkel azelőtt eltért a többi spanyol gyarmattól. A beköltözők részesei lettek a lassan kialakuló kubai nemzettudatnak. Ezen kívül jelentős gond volt a kalózkodás, az ellenük való védelemben pedig nélkülözhetetlenek voltak a szigeten tartózkodó spanyol csapatok.
Mivel az USA támogatta Európával szemben a rabszolgaságot, sokan az USA-hoz szerettek volna csatlakozni. Mások a teljes függetlenséget tűzték ki célul. Volt egy harmadik csoport is, akik egy óvatosabb reform mellett korteskedtek.
1817-ben betiltották a rabszolga-kereskedelmet a szigeten (nem a rabszolgaságot, hanem csak a rabszolgák eladását). A népszámlálás szerint Kuba jelentősen nőtt az előző népszámlálás óta. Az eredmények a következők: 552 000 lakos, amiből kb. 42 % fehér, 58 % színes bőrű.
1818 és 1819-ben bizonyos régi lakosoknak különleges jogokat adnak (például földtulajdon).
1821-ben új főkapitány veszi át a hatalmat. Spanyolország ekkoriban már az Újvilágot nagyrészt elvesztette. Az önállóság és szabadság vágya erősebb volt mint a spanyol elnyomás. Független már Peru, Venezuela, Columbia, Haiti stb. 1823-ban José Francisco Lemus kubai költő konspiratív szervezetet hoz létre, a függetlenség elérése érdekében.
1826-ban kivégeztek 2 kubai függetlenségi aktivistát a spanyolok. A nevük Francisco Agüero y Velazco és Andrés Manuel Sánchez. Ők a kubai szabadságharc első mártírjai.
1827-es népszámlálás: 704 000 lakos, amiből 311 000 fehér, 286 000 rabszolga, 106 000 szabad fekete és mulatt. Az országban 1000 cukormalom volt, 5534 dohányfarm és 2067 kávéültetvény.
1830-ban Spanyolország durva lépéseket tett Kuba ellen: jelentősen növelte az adót, és kedvezőtlen hatósági árat szabott Spanyolországba irányuló exportra.
1832-töl Kuba új főkapitánya Mariano Ricafort. Az angolok betiltották gyarmataikon a rabszolgaságot. A spanyolok nem követik a példát. 1833-tól Spanyolország királynője II. Izabella.
1834 – Spanyolország diktatúrát vezetett be Kubában. Miguel Tacón az új főparancsnok, aki a spanyolok embere, az ő szemében a kubai nép a spanyolok ellensége, akiket meg kell védeni a kubaiaktól. Kuba vezető rétege akkoriban Spanyolországban született földbirtokosokból állt, akik szemben álltak a criollo (kreol) helyi spanyol eredetű lakossággal, amelynek már ébredezett a saját nemzettudata.
1835-ben született Tomás Estrada Palma, későbbi szabadságharcos, majd a Kubai Köztársaság első elnöke.
1842-es népszámlálás: 1 037 624 lakos, amiből 448 291 fehér, 152 838 szabad fekete, 436 495 rabszolga.
1847-ben néhány gazdag kubai és gazdag amerikai találkozott, hogy a két ország egyesítéséről tárgyaljanak. 1848-ban az USA 100 millió dollárért meg akarja venni Kubát. Spanyolország nemet mondott az ajánlatra.
1849–ben kínai munkások érkeztek Kubába. Ma Kuba lakosságának kb 1%-a kínai.
1851-ben Narciso Lópezt kivégezték Havannában, aki zömmel idegenekből felbérelt csapattal megpróbálta uralma alá vonni a várost. Ő az Amerikai Egyesült Államok és Kuba egyesülését akarta elérni. Csapata legnagyobb részt amerikaiakból, sőt németekből és magyarokból állt össze. Több magyar valamikori honvéd volt, egyikük Prágay János balatonfüredi születésű honvédezredes, aki az 1848–49-es forradalom és szabadságharc során a váci ütközetben szerzett érdemeket. Az elfogott magyarokat a spanyolok afrikai bányákba deportálták, ahol elvesztek, Prágay pedig elkerülendő a szörnyű fogságot, öngyilkosságot követett el.
1852-ben Amerika másodszor is, szintén sikertelenül, meg akarta venni Kubát.
1853. január 28-án született José Martí Havannában. Ő a kubai függetlenség hőse. Ugyanebben az évben New Yorkban Kuba lerohanásáról tárgyaltak kubai vezetőkkel. Az amerikai tárgyalók egyik fő feltétele a Spanyolország elleni harc támogatásához, hogy a rabszolgaságot ne szüntessék meg, amerikai legyen a főparancsnok (John A. Quitman), teljes diktatúrát vezessenek be. Szintén 1853-ban kinevezték Marquis Juan de la Pezuelt Kuba főkapitányává, ő közismerten a rabszolgaság ellensége volt. December 23-án bizonyos feketéket szabadnak nyilvánítottak, kemény szabályokat szabtak a rabszolga-kereskedők tevékenységére. Megtiltották új rabszolgák behozatalát a szigetre.
1854-ben az amerikaiak harmadszorra is ajánlatot tettek Kuba megvételére. Ezúttal 130 millió dollárt ajánlottak. Spanyolország ezt az ajánlatot is visszautasította.
Áprilisban a legnagyobb rabszolga-kereskedők megbeszélést tartottak az amerikai konzullal Havannában. Kérték, hogy Amerika azonnal rohanja le Kubát, ezáltal akadályozzák meg a rabszolgaság megszüntetését. Szintén ebben az évben 3 amerikai diplomata Belgiumban Kuba elfoglalását a rabszolgaság utolsó esélyének tekintette (a diplomaták rabszolgapártiak voltak). 1855-ben Kubában kitudódik Quitman terve, és emiatt lemond Kuba elfoglalásáról.
1865-ben megalakult a reform párt, amelynek fő célja a rabszolgaság eltörlése volt.
1867-ben Spanyolország újra adót emelt Kubában. Közben Amerika megpróbálja meggyőzni hogy lazítsa a szigorú rabszolga-kereskedelmi törvényeket.

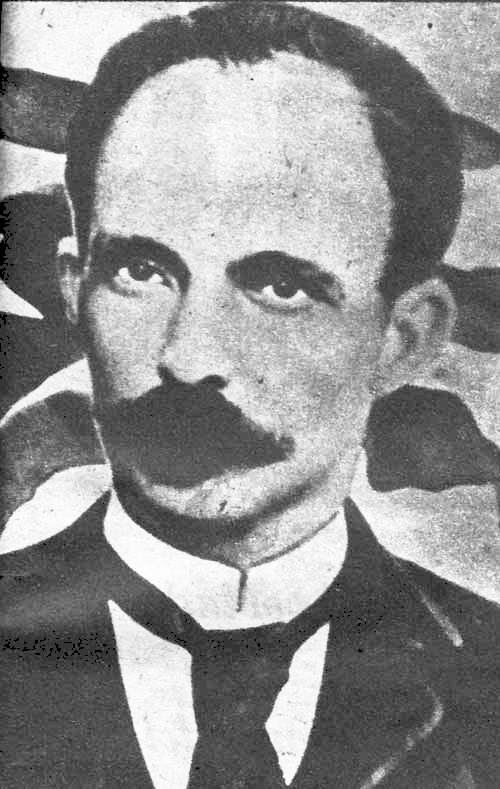
José Martí

1868. szeptember 23-án kikiáltották a szabad Puerto Rico köztársaságot. Kuba immár az egyetlen spanyol gyarmat az Újvilágban, ezért a spanyolok semmiképpen sem akarják engedni Kuba önállóságát. Augusztus 14-én Santiago De Cuba-ban megalakították a forradalmi bizottságot és a forradalom kezdetét december 24-ére tűzték ki (végül hamarabb tört ki). A kubaiknak most már elegük van a spanyol uralomból. Októberben Kuba főparancsnoka megtudta, hogy forradalom készülődik, oly módon, hogy egy forradalmár felesége elárulta a tervet gyónás közben egy papnak, aki rávette őt, hogy értesítse a hatóságokat. Minderről a szabadságharcosok úgy értesültek, hogy egy szabadságharcos postai dolgozóhoz kerül az az üzenet, amelyben a főparancsnok a helyi kormányzón számonkérte 6 felkelő letartóztatását, és hozzátette, hogy Kuba Spanyolország része és mindörökké az is marad. Ezek után Carlos Manuel de Céspedes elindította a felkelést. A tízéves háború igen véres volt, rengeteg ültetvényt pusztítottak el. A harc a felkelők belső nézeteltérései miatt bukott el. Végül a spanyolok győzelmével és feltételeivel 1878-ban véget ért a több mint 250 000 áldozatot követelő felkelés.
Ekkoriban tűnt fel José Martí. Bár száműzetésben élt, sokat tett hazájáért. Sikerült elérnie, hogy 1886-ban Kubában eltöröljék a rabszolgaságot. Ez persze a kubai gazdaság összeomlásához vezetett. A rabszolgák hiányában nem tudtak versenyképes áron termelni, ráadásul az amerikai tőke ereje fojtogatta őket. Amerikai tőkések kezében kezdtek összpontosulni az ültetvények, a cukor- és a dohányipar is.
1895-ben tört ki a második függetlenségi háború, amelyben meghalt a kubai szabadság példaképe, José Martí is. A harc tovább folyt, három év múlva azonban USA is beavatkozott. 1898. február 15-én havannai kikötőben felrobbant az amerikai Maine csatahajó, a kor legnagyobb amerikai hadihajója. Bár a hajó a lőszerraktárában történt robbanás miatt pusztult el, az amerikai vizsgálat állítása szerint az elsődleges robbanás egy búvár által a hajó alá juttatott vízi akna volt. Bár személyi kapcsolatokat sohasem bizonyítottak, az amerikai kormány a kubai spanyol hatóságokat tette felelőssé, és hadat üzent Spanyolországnak. A spanyol–amerikai háborúban Spanyolország elvesztette Kubát, továbbá Puerto Ricót, a Fülöp-szigeteket és Guam szigetét.
A sziget 1898 decemberében hivatalosan is, a spanyol-amerikai 1898-as párizsi békeszerződés értelmében, az USA „védnöksége” alá került, azaz a protektorátusa, félgyarmata lett. Formailag önálló köztársasággá alakult, de alkotmánya szerint az Egyesült Államoknak joga volt beavatkozásra, Kuba pénzügyeinek és külügyeinek felügyeletére.

### A független Kuba
A 20. század elejére Kuba teljesen kimerült a harcokban, amelyekben közel 400 000 ember halt meg. A gazdaság romokban hevert, a szociális problémák pedig állandóan lázadással fenyegettek. Az amerikai kormányzat a fejlődés lehetőségét teremtette meg azzal, hogy támogatta az amerikai befektetéseket.
1902-ben lett Kuba független. Az első kubai elnök Tomás Estrada Palma. Kuba függetlenségét erősen csorbította a Platt Nyilatkozat, mely szerint az USA jogosult bármikor beavatkozni Kuba belügyeibe annak "függetlensége és stabilitása érdekében". A Platt Nyilatkozatot csak 1934-ben helyezték hatályon kívül. De facto csak akkor nyeri el Kuba a teljes szuverenitását.
1912-ben lázadás tört ki a faji megkülönböztetés ellen. Kíméletlenül lépett fel a kormány a lázadás ellen, amerikai katonákat is bevetettek. Más nézet szerint a szeparatista lázadók faji tisztogatás módszerével éltek.
1925-ben Gerardo Machado Morales tábornok vette át a hatalmat, aki elfojtotta a szakszervezeti megmozdulásokat, de fontos gazdaságfejlesztési beruházások történtek akkoriban.
1933-ban Fulgencio Batista katonai puccsal magához ragadta a hatalmat. 1940-ben megnyerte a választásokat, egy széles pártkoalíció jelöltjeként, mely koalíciónak a Kubai Kommunista Párt is részese volt. Nagy népszerűségnek örvendett, 1944-ben újraválasztották.
Az 1948 után demokratikus módon hatalomra kerülő Ramon Grau és Carlos Prío Socarrás tevékenységét a tehetetlenség, a korrupció jellemezték. Jelentősen nőtt az amerikai gengszterek és bűnözői csoportok befolyása.
Az 1952-es elnökválasztás első fordulója után Fulgencio Batista egy újabb vértelen államcsínyt követett el, ismét ő lett az elnök. Batista azonban nem volt hajlandó visszatérni az alkotmányos kormányzáshoz, ezért széles ellenállás kezdődött ellene az országban. Az egyik ilyen ellenzéki csoport a Fidel Castro vezette mozgalom lett.

### Egy újabb forradalom

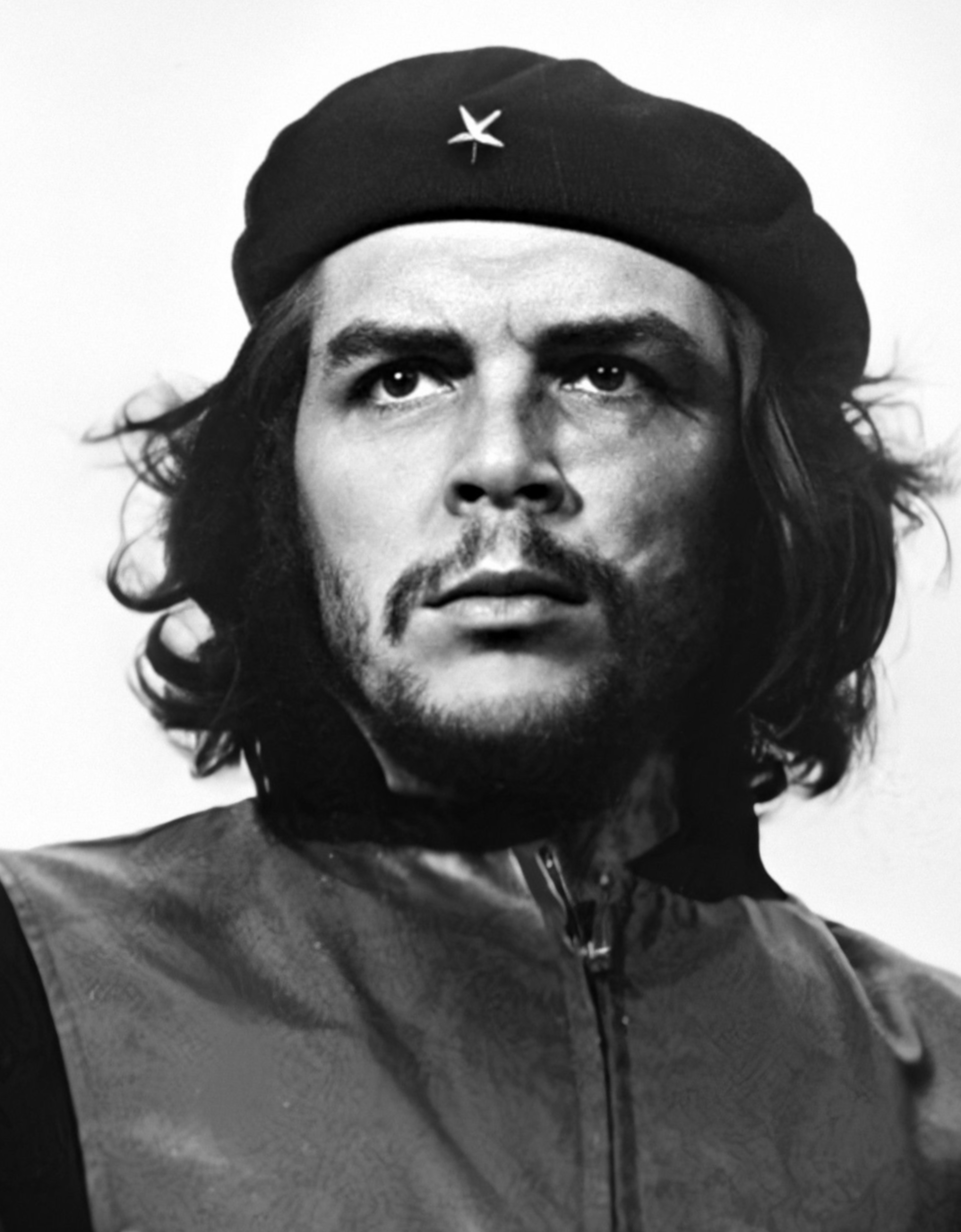
Che Guevara forradalmár. Latin-Amerikában ma sokan szentként tisztelik

1953-ban alig 120 fegyveres támadást indított a Moncada laktanya ellen. Ekkor Castrót 15 évre ítélték el, de 1955-ben amnesztiával szabadult. Ezután Mexikóba ment, ahol maga köré gyűjtötte a forradalom híveit, és elkezdte szervezni a harc folytatását. Ekkor csatlakozott hozzájuk az argentin, harcedzett Ernesto Che Guevara. 1956-ban miközben a szigeten folyt a gerillatevékenység, Fidel Castro 80 katonájával partra szállt Kubában. A partraszállás nem érte el azonnal a kitűzött célját, de Fidel Castrónak sikerült elmenekülnie, így 1957–1958-ban újjászervezte a gerillacsapatokat. 1957-ben nagy mennyiségben zsákmányoltak fegyvereket a La Plata-laktanya elleni sikeres akcióban. Ebben az évben azonban egy másik fontos esemény is történt. Az amerikai New York Times újságírója riportot készített Fidel Castróval, amely jelentős népszerűséget hozott. Mivel Batista korrupt rendszere egyre kellemetlenebbé vált az USA számára, Fidel Castro amerikai támogatást is kapott. Országszerte nőtt Fidel Castro felkelésének a támogatottsága. Batista kénytelen volt egyre nagyobb erőt bevetni a lázadók ellen. A légierő bombázói is a gerillákat keresték.
1959-re már az egész ország a forradalom mellé állt, Batista kénytelen volt a Dominikai Köztársaságba menekülni.
Fidel Castrót kinevezték miniszterelnöknek. 1959-ben megkezdődtek az államosítások. Először csak az 1000 holdnál nagyobb birtokokat sajátították ki. Ezek mind az amerikai United Fruit Company tulajdonában voltak. De aztán sorra kerültek a kisebbek is, és gazdálkodók ezrei vándoroltak ki Floridába. Őket követték a középosztályból, az értelmiségből sokan mások.

### A kommunista Kuba

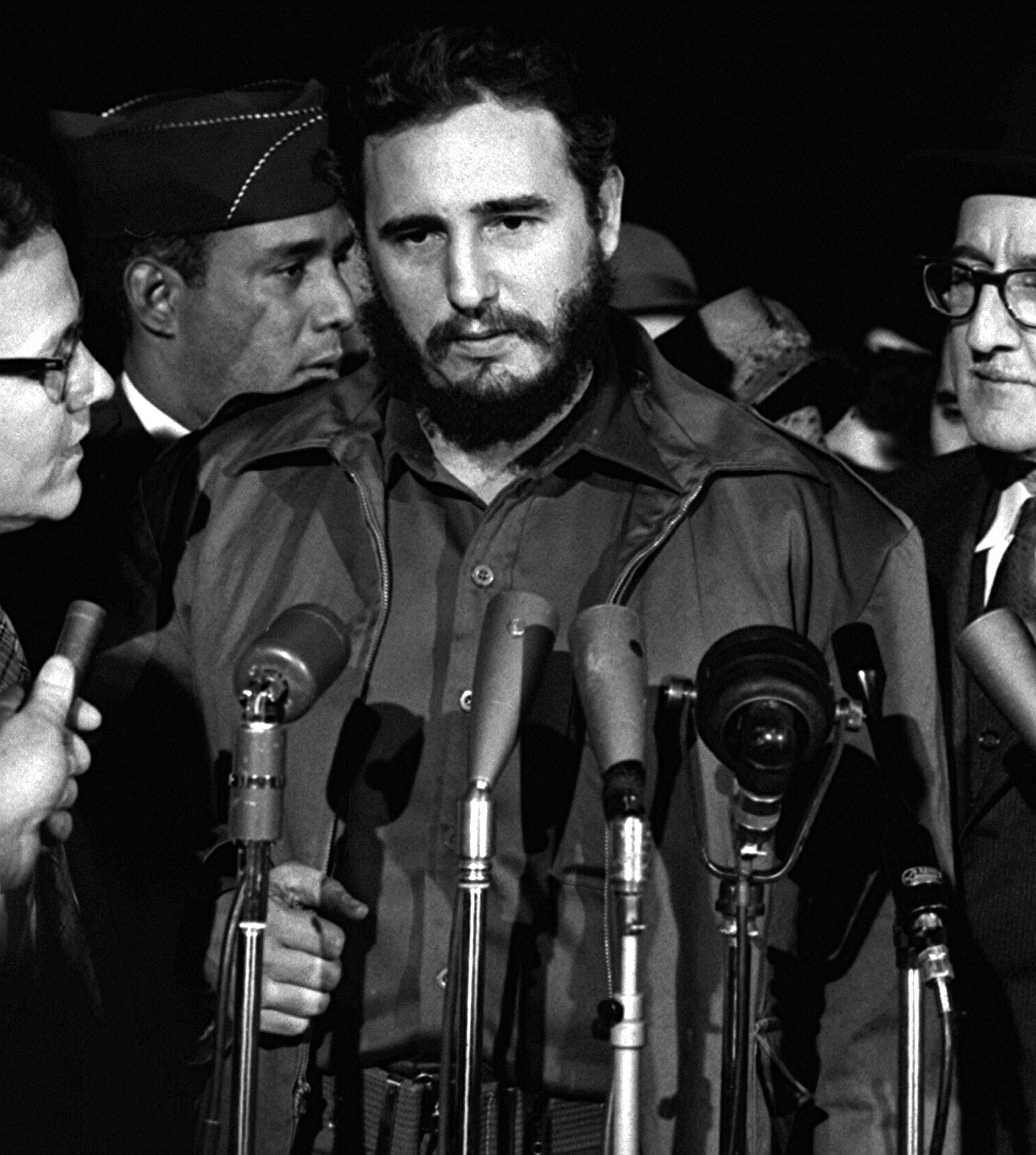
Fidel Castro 1959-ben

Ígéretével ellentétben, Fidel Castro nem rendezett demokratikus választásokat és nem állította vissza a Batista előtti alkotmányos rendet. Ehelyett a teljhatalmat egy 3-tagú triumvirátus (Fidel Castro, Raúl Castro, Ernesto Guevera de la Serna) vette át. Ernesto Guevera de la Serna (Che Guevara) vezetése alatt létrejött a kubai „gulág”, a kényszermunkatáborok rendszere másként gondolkozók számára és mindazoknak, akik nem értettek egyet a teljhatalmú triumvirátus elképzeléseivel.[forrás?] Az első ilyen tábor Guanahacabibesben jött létre[forrás?]. Ezek a táborok még napjainkban is működnek.[forrás?]
Közben az USA kormánya a CIA segítségével Castro-ellenes csoportokat kezdett el támogatni. Célul tűzték ki, hogy megdöntik Castro hatalmát rendszerével együtt. 1960-tól kezdve az USA egyre szigorúbb gazdasági blokád alá vetette az országot, az embargó hatására fokozatosan közelebb került a Szovjetunió érdekszférájához. Az amerikaiak támogatásával indított utolsó nagyobb inváziós kísérlet 1961-ben a Disznó-öbölben volt. Ekkor az amerikai bombázók kíséretében a kubai ellenállás 1400 híve próbált partra szállni, de a Népi Milícia szétverte őket. A fogságba esett támadókat az amerikai kormányzat élelmiszerekkel és gyógyszerekkel váltotta ki. Castro ezután jelentette be a kubai forradalom szocialista irányzatát.
1961. május 1-jén mondta el Castro azt a beszédét, mely hivatalosan a szocialista (kommunista) berendezkedés kezdetét jelentette. 1962-ben kitört a kubai rakétaválság. Amerikai felderítő repülőgépek felfedeztek szovjet rakétakilövőállásokat, amelyek atomrakétákat fogadtak volna. Ebben a feszült helyzetben a két nagyhatalom tárgyalásokat kezdett, mivel a III. világháború fenyegető réme volt mindenki előtt. Egy esetleges atomháború talán az emberiség létét is veszélybe sodorta volna. John Fitzgerald Kennedy és a szovjet pártfőtitkár, Hruscsov végül kölcsönös engedményeket téve egymásnak, megegyeztek a rakéták leszereléséről egyik fél részéről Kubában, másik fél részéről Törökországban.
A forradalom új, kommunista irányvonala törést okozott a volt fegyvertársak között. Castro társai közül egyre többen fordultak a kiépülő totalitárius rendszer ellen. Sok volt Batista-ellenes harcos az USA-ban kapott menedéket.
Kuba külpolitikája aktív volt ebben a korszakban. Támogatta a forradalmi mozgalmakat világszerte, különösen Afrikában. Katonai beavatkozása Angolában és az Etiópia és Szomália közötti háborúban döntő volt. Ezek az akciók ugyan a Szovjetunió pénzén történtek, de mégis jelentős terhet jelentettek a kubai gazdaság számára.
1972-ben tagja lett a KGST-nek. A Szovjetunió 1987-ig ugyan egyre nagyobb segélyeket küldött, az olajválság utáni években a kubai gazdaság a csőd szélére érkezett, ezt a mind nagyobb számú menekült is bizonyítja. A Szovjetunió 1991-es összeomlása után a kubai rezsim reformokra kényszerült. A reformok azonban kizárólag a gazdaságot, elsősorban az idegenforgalomban újra engedélyezett külföldi befektetéseket érintették. Bizonyos sikert azonban hoztak, a kubai rezsim nem omlott össze, hanem Venezuela vezetesében új, pénzes támogatót talált. Politikai téren nem következett be nyitás, a rezsim növelte az elnyomást bármilyen kritikus hang ellen.[forrás?]
2006. július 31-én Fidel Castro egészségügyi okokból, ideiglenesen átadta a teljes hatalmat öccsének, Raúl Castrónak. 2008. február 19-én pedig az öccse javára hivatalosan lemondott az elnöki, kormányfői és hadvezéri posztjáról, a pártfőtitkári posztot azonban megtartotta. Fidel Castro 2016. november 25-én halt meg.
2014-ben Ferenc pápa és a kanadai kormány közvetítésével tárgyalások kezdődtek Kuba és az Egyesült Államok között. Decemberben Barack Obama amerikai és Raúl Castro kubai elnök helyreállította a két ország közötti diplomáciai kapcsolatokat. Újra megnyitották a nagykövetségeket egymás országaiban. Javult a két ország közötti viszony, enyhítették az utazási korlátozásokat, a Kuba elleni fél évszázados amerikai gazdasági embargót mégsem törölték el. 
2016 márciusában Obama Kubába látogatott, első amerikai elnökként Calvin Coolidge 1928-as látogatása óta. 2017-ben Donald Trump az Obama által az enyhülés irányába tett lépések legtöbbjét visszavonta.
2018. április 19-én Raúl Castro lemondott az elnöki posztról, utódja a korábbi alelnök, Miguel Díaz-Canel lett parlamenti választások után. A választás továbbra is formaság volt, csak a kommunista párt jelöltjei indulhattak és az új elnököt is valójában Raúl Castro és köre választotta ki Kuba vezetőjének. Raúl Castro a párt főtitkára maradt 2021 áprilisáig, amikor a pártkongresszuson lemondott. Utódja ezen a poszton is Miguel Díaz-Canel lett.
A 2019-es új kubai alkotmányból törölték a „kommunista állam” önmeghatározást, a magántulajdonhoz való jog pedig bekerült.

## Államszervezet és közigazgatás

### Alkotmány, államforma
Kuba de facto kommunista berendezkedésű ország, melyet az állampárt irányít, de iure – a hatályos kubai alkotmány szerint – „független és szuverén szocialista munkásállam, egységes és demokratikus köztársaság formájában megszervezve”.
A Kubai Köztársaság azon kevés még szocialista országok közé tartozik, amelyek a marxista-leninista ideológiát követik. Az 1976-os alkotmányt, amely Kubát szocialista köztársaságként határozta meg, felváltotta az 1992-es alkotmány, amelyet " José Martí gondolatai, valamint Marx, Engels és Lenin politikai és társadalmi elképzelései vezérelnek". Az alkotmány a kubai kommunista pártot a "társadalom és az állam vezető erejeként" írja le.
2018-ban Kuba belekezdett alkotmányának jelentős felülvizsgálatába, amelyet a nép és a tudósok széles körben megvitattak. 2019. február 24-én alkotmányozó népszavazást tartottak, amelyen a választópolgárok 90,61%-a elfogadta a Nemzetgyűlés által 2018 júliusában elfogadott új alkotmányt. Az új alkotmány eltörölte azt a kikötést is, hogy a házasság csak „egy férfi és egy nő között” köttethet. A 2022-es népszavazáson 2/3-os többséggel megszavazták az azonos neműek házasságát legalizáló törvényt is a szigeten.
A 2019-es alkotmány erős korlátozásokkal, de elismerte a magántulajdont, lehetővé tette a közvetlen külföldi befektetéseket. Demokratikusabb szabályokat vezetett be az állam- és közigazgatás, az önkormányzatok működését tekintve, visszaállította az ártatlanság vélelmét az igazságszolgáltatásban. A szöveg tartalmazza a klímaváltozás és annak veszélyének elismerését is.

### Törvényhozás, végrehajtás, igazságszolgáltatás

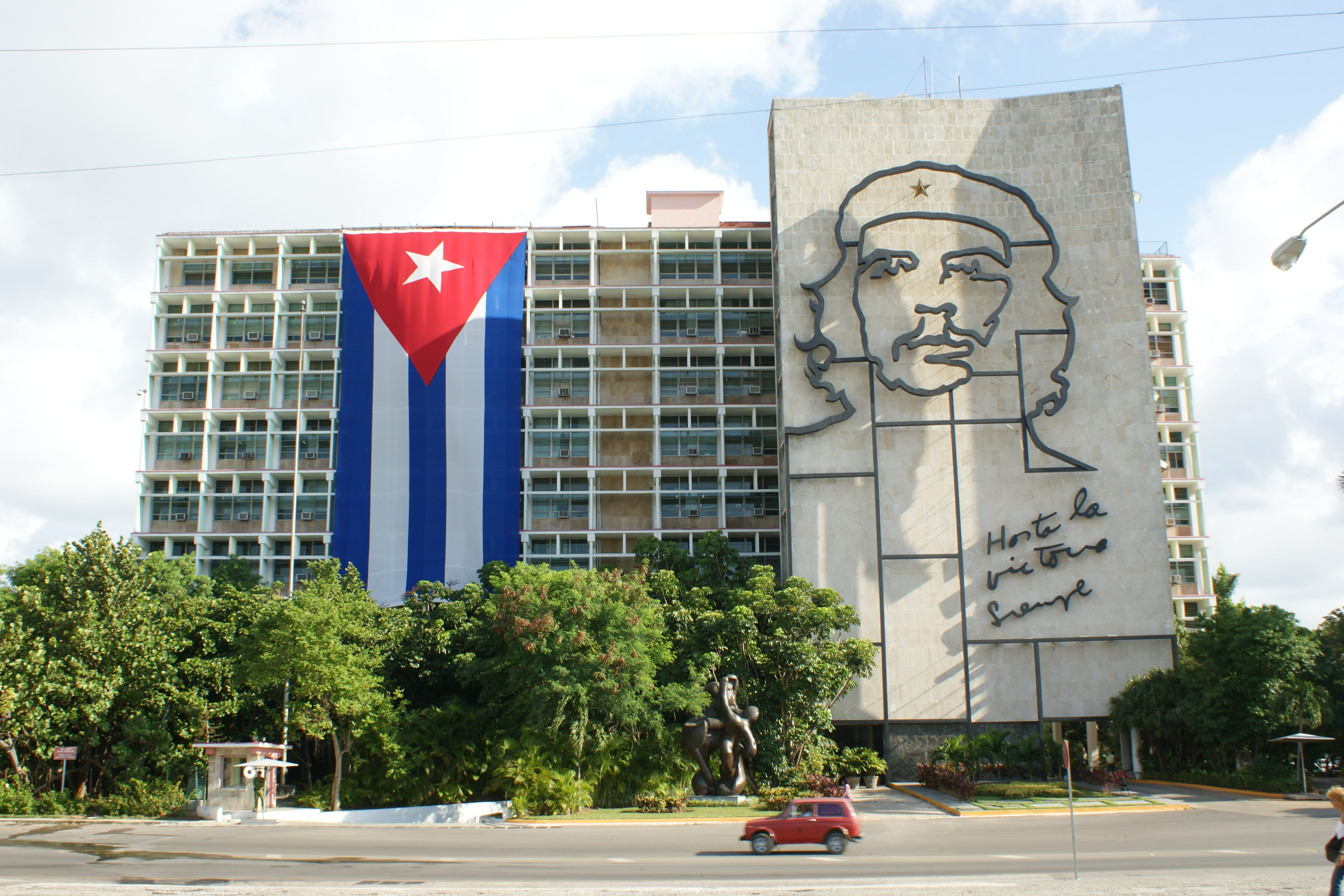
A belügyminisztérium épülete, Havanna

Yarai zászló

A kubai alkotmány szerint Kuba „szocialista munkásállam”, amelyben a Kubai Kommunista Párt a társadalom és az állam legfelsőbb vezető ereje (5. paragrafus) és melyben tilos a szocializmus és a kommunizmus ellen irányuló bármely tevékenység (62. paragrafus).
Az öt évre megválasztott parlament (Néphatalmi Nemzetgyűlés) szerepe gyakorlatilag teljesen formális, évente csak néhány napot ülésezik, s az üléseken érdemi vita nélkül kerülnek elfogadásra az állandóan működő Államtanács által előzetesen elkészíttetett jogszabály-tervezetek.
Ötévente kerül sor parlamenti választásokra. Minden képviselői helyre csak egy jelölt van. A jelölteket a helyi választógyűlések jelölik ki a Forradalmi Védelmi Bizottságok által előzetesen ellenőrzött és jóváhagyott személyek közül. A gyakorlatban a jelöltek személyét a Kubai Kommunista Párt helyi szervezete jelöli ki.
Az Államtanács a kubai kormány 31 tagú testülete, amelyet a Néphatalmi Nemzetgyűlés választ meg. A Néphatalmi Nemzetgyűlés ülésszakai között a Néphatalmi Nemzetgyűlés jóváhagyásával gyakorolhatja a legtöbb törvényhozói hatáskört, és a Néphatalmi Nemzetgyűlést a tervezett évi kétszeri ülésszakok között összehívhatja.
2019. február 24-én népszavazáson elfogadtak egy új alkotmányt - Kuba jelenlegi alkotmányát. Ennek értelmében ismét átszervezték a kormányt, és visszaállították a külön köztársasági elnöki és miniszterelnöki tisztséget. 2019. december 21-én Miguel Díaz-Canel elnök az új alkotmányos rendelkezések értelmében 5 évre Manuel Marrerót nevezte ki miniszterelnöknek, akit a nemzetgyűlés még aznap egyhangúlag elfogadott.
A kormány (Minisztertanács) miniszterelnökből, első miniszterelnök-helyettesből, titkárból, miniszterelnök-helyettesekből, miniszterekből és más kiemelt állami szervek vezetőiből áll. Az érdemi döntéseket a Minisztertanács 9-tagú végrehajtó bizottsága hoz, amely a Minisztertanács elnökéből, az első miniszterelnök-helyettesből, a titkárból, és a miniszterelnök-helyettesekből áll.
A gyakorlatban a Minisztertanács, az Államtanács és a Kommunista Párt Politikai Bizottsága együtt üléseznek. A személyes összefonódás is nagy. A jelenlegi, 2003-ban megválasztott Államtanács tagjainak több mint fele egyben tagja a Minisztertanácsnak is. Amikor a Minisztertanács külön ülésezik, akkor a Minisztertanács titkára vezeti az ülést.
A legfelsőbb döntéshozó szerv a Kubai Kommunista Párt 21-tagú Politikai Bizottsága. Tagjai egyben betöltik az Államtanács és a Minisztertanács kulcspozícióit is.
Hagyományosan a kubai parlament a kubai nemzeti zászlóval együtt használja a 19. századi függetlenségi mozgalmak zászlaját is, az úgynevezett yarai zászlót is.

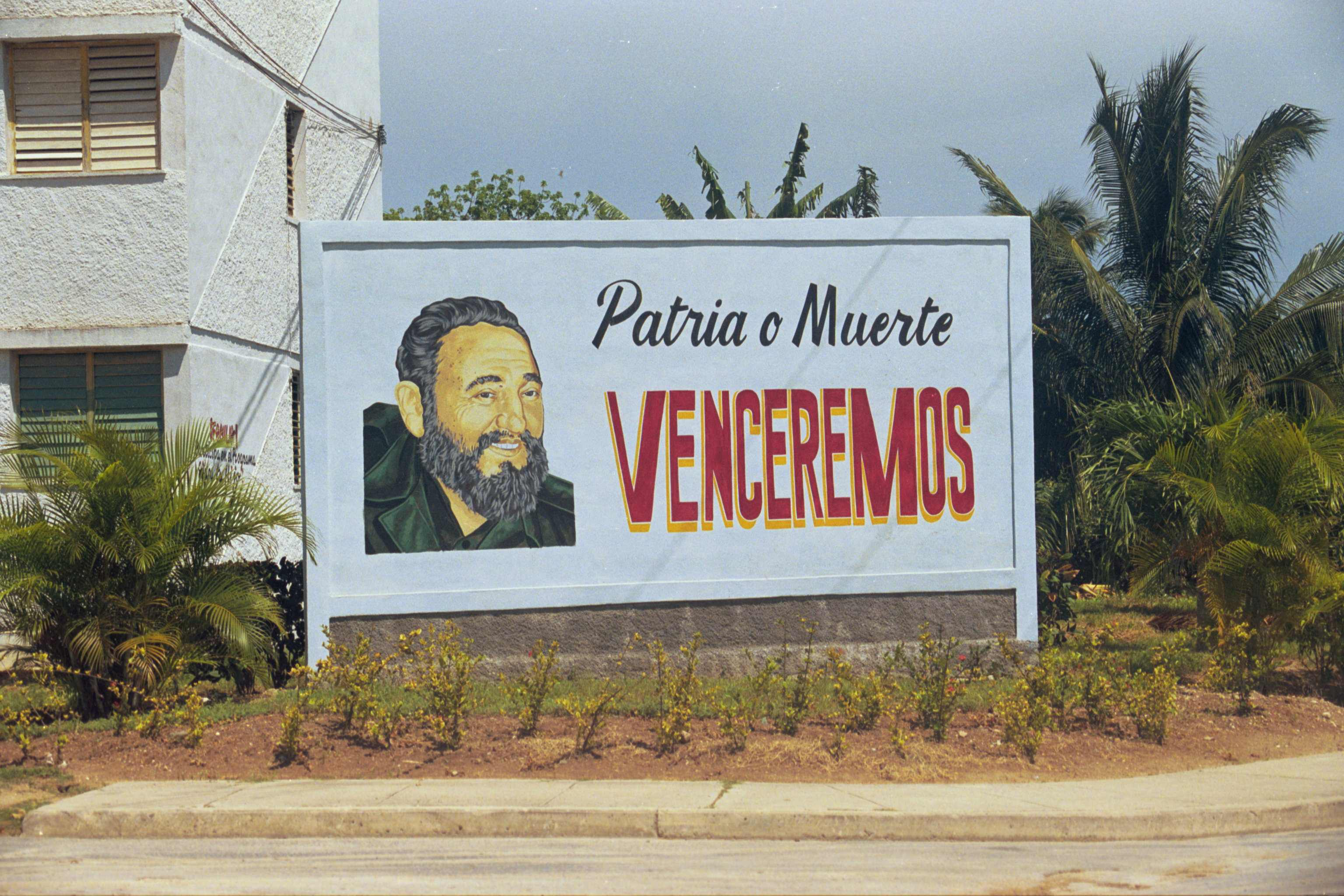
A haza vagy a halál. Győzünk! Propaganda plakát az utcán

### Kuba állami vezetői
Köztársasági elnökök:
Az Államtanács elnöke:
- Fidel Castro (1976–2008)
- Raúl Castro (2008–2018)
- Miguel Díaz-Canel (2018–2019)

Miniszterelnökök 1940 és 1976 között:
A Minisztertanács elnöke:
- Fidel Castro (1976–2008)
- Raúl Castro (2008–2018)
- Miguel Díaz-Canel (2018–2019)

### Politikai csoportok

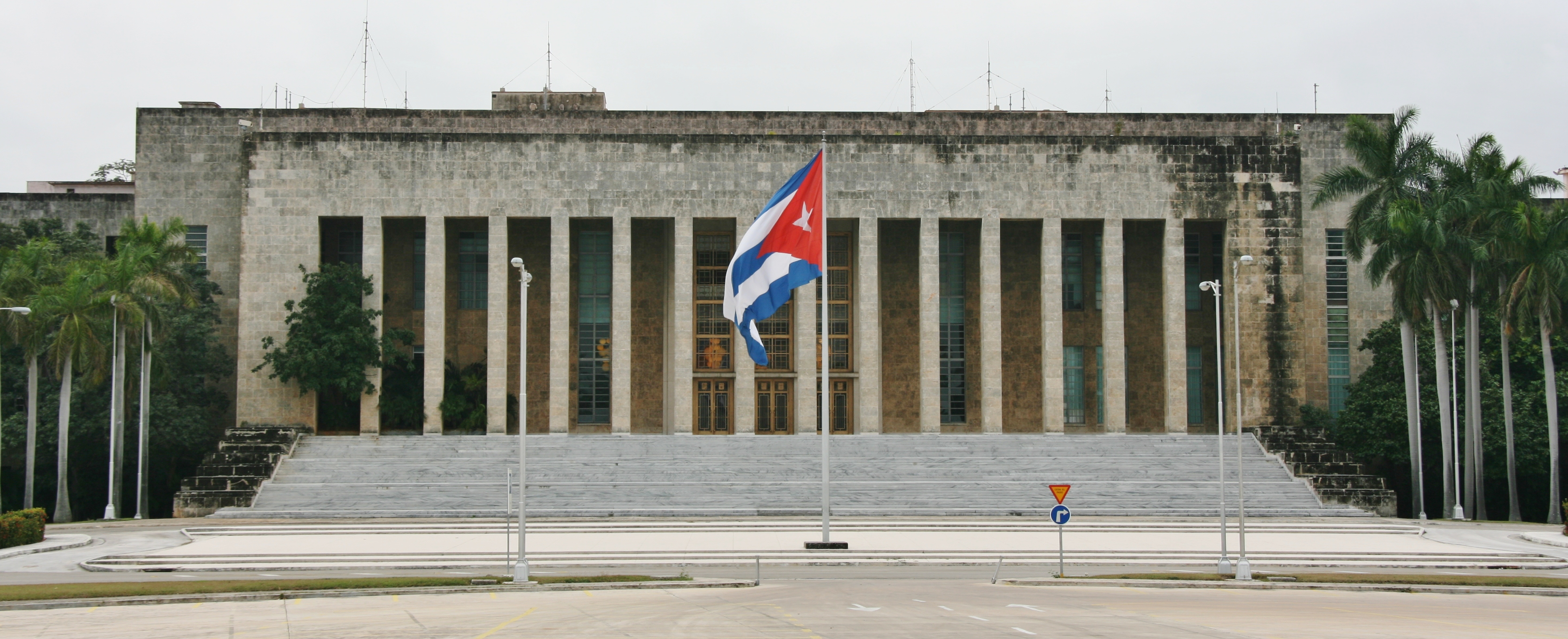
A Kubai Kommunista Párt székháza

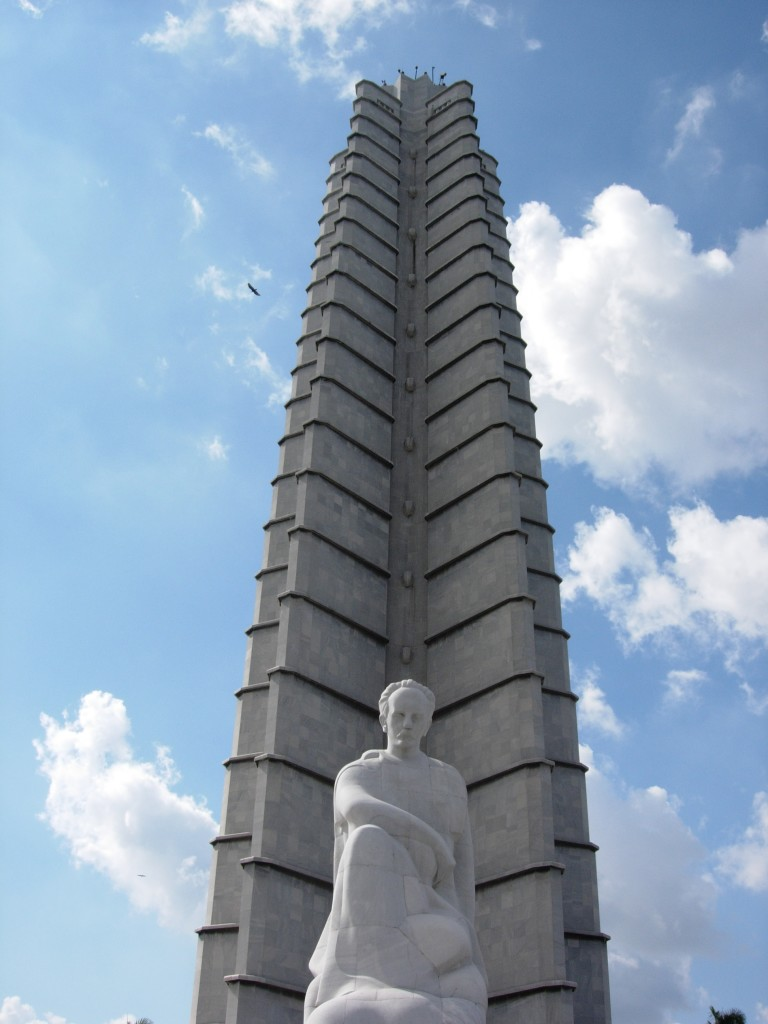
José Martí emlékmű a Forradalom téren, Havanna

#### Politikai pártok
Egyetlen legális politikai párt a Kubai Kommunista Párt. A hatályos kubai alkotmány 62. paragrafusa kimondja, hogy az állampolgárok egyetlen elismert joga sem használható fel a szocialista állam létezése és céljai, valamint a szocializmus és a kommunizmus építése ellen.
Több illegális párt működik:
- Kubai Liberális Mozgalom (Movimiento Liberal Cubano) (klasszikus liberális)
- Kuba Kereszténydemokrata Pártja (Partido Demócrata Cristiano de Cuba) (kereszténydemokrata)
- Kubai Szocialista Demokratikus Áramlat (Corriente Socialista Democrática Cubana) (szociáldemokrata)
- Kuba Demokratikus Szociál-Forradalmár Pártja (Partido Social-Revolucionario Democrático de Cuba) (demokratikus szocialista)
- Demokratikus Szolidaritás Pártja (Partido Solidaridad Democrática) (klasszikus liberális)
- Liberális Demokrata Párt (Partido Liberal Democrático) (neoliberális)
- Kuba Szociáldemokrata Koordinálása (Coordinadora Social Demócrata de Cuba) (szociáldemokrata)

Az illegális politikai pártok mellett több ellenzéki demokratikus civil szervezet is működik, mind Kubában, mind az USA-ban, melyek célja a Castro-féle diktatúra megdöntése.

#### Fegyveres csoportok
- Omega 7 – Disznó-öböl veteránok kis csoportja, fegyveresen küzd kubai érdekeltségek ellen Kubán kívül, az USA terrorista szervezetnek minősítette.
- Alpha 66 – Puerto Rico központtal működő kubai fegyveres szervezet
- Egyesült Forradalmi Szervezetek Koordinációja – az USA által terroristának minősített szervezet, leghíresebb akciója egy kubai repülőgép felrobbantása 1976. október 6-án, mely 73 ember halálát okozta, a szervezet egyik vezetője, Orlando Bosch 2006-ban szabadult amerikai börtönéből, elnöki kegyelemmel.

#### Civil szervezetek
- Kubai Amerikai Nemzeti Alapítvány – 1981-ben alapított floridai civil szervezet, szoros kapcsolatban áll az amerikai Republikánus Párttal
- Segítő Testvérek (Hermanos al Rescate) – erőszakmentességet hirdető floridai csoport, melynek fő tevékenysége a röplapok terjesztése Kubában és a Kubából a tengeren át menekülők megsegítése
- Kubai Libertariánus Mozgalom – antikapitalista és antikommuista, Castro-ellenes csoport, anarchista ideológiával
- Nők Fehérben – Szaharov-díjjal kitüntetett nőszervezet, mely erőszakmentességet hirdetve harcol a kubai elnyomás ellen
- Varela Terv – Oswaldo Payá, kubai ellenzéki aktivista által alapított mozgalom, mely a kelet-európai modell alapján a békés átmenetet szorgalmazza a kommunista diktatúrából a demokrácia felé
- Lawton Alapítvány – 1997-ben alapított pacifista, antikommunista szervezet, fő tevékenysége a kubai emberi jogok állapotának megfigyelése és elemzése, a kommunista rendszeren kívül ellenzi az abortuszt és az eutanáziát is, megalapítója és vezetője Dr. Oscar Elías Biscet Gonzalez, bebörtönzött orvos, aki példaképének Gandhit tekinti – Dr. Óscar Elías Biscet González pacifista filozófiája és fekete bőrszíne miatt mint a „kubai Nelson Mandela” lett ismert a kubai ellenzéken belül

### Közigazgatási beosztás
Az ország 15 tartományra és egy különleges körzetre oszlik.
Guantánamo tartományban található a Guantánamói-öböl, az USA katonai támaszpontja, melyet 1903 óta Kubától bérel.

### Védelmi rendszer
Fegyveres erők összlétszáma: 46 000 fő. A sorozottak szolgálati ideje 24 hónap.
Félkatonai erők:
- Állambiztonsági erők: 20 000 fő
- Határőrség: 6500 fő
- Polgári védelem: 50 000 fő
- Territoriális milícia: 1 millió fő
- Ifjúsági Munka Haderő: 70 000 fő

## Népesség

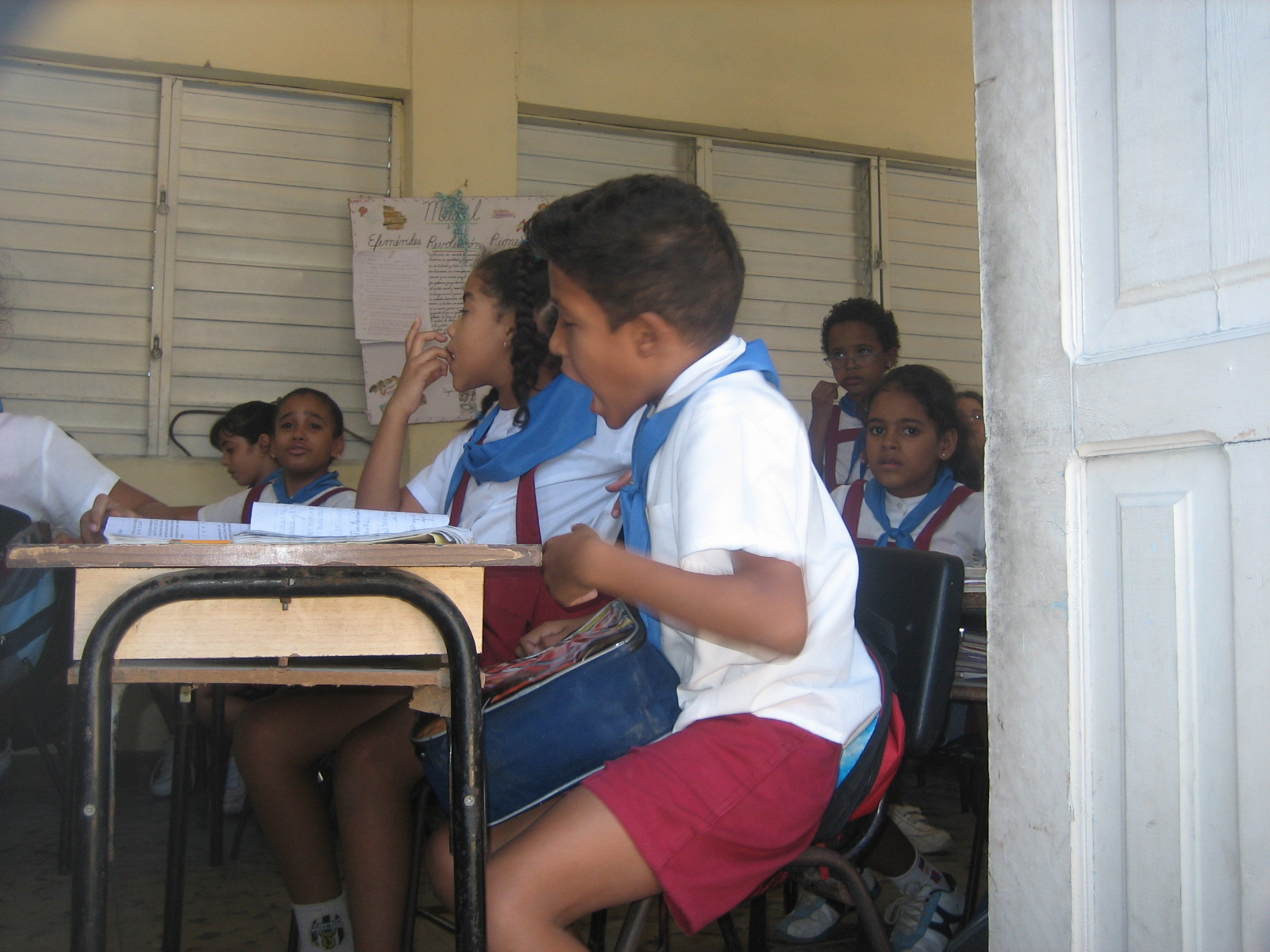
Kubai kisiskolások (Moncadistas)

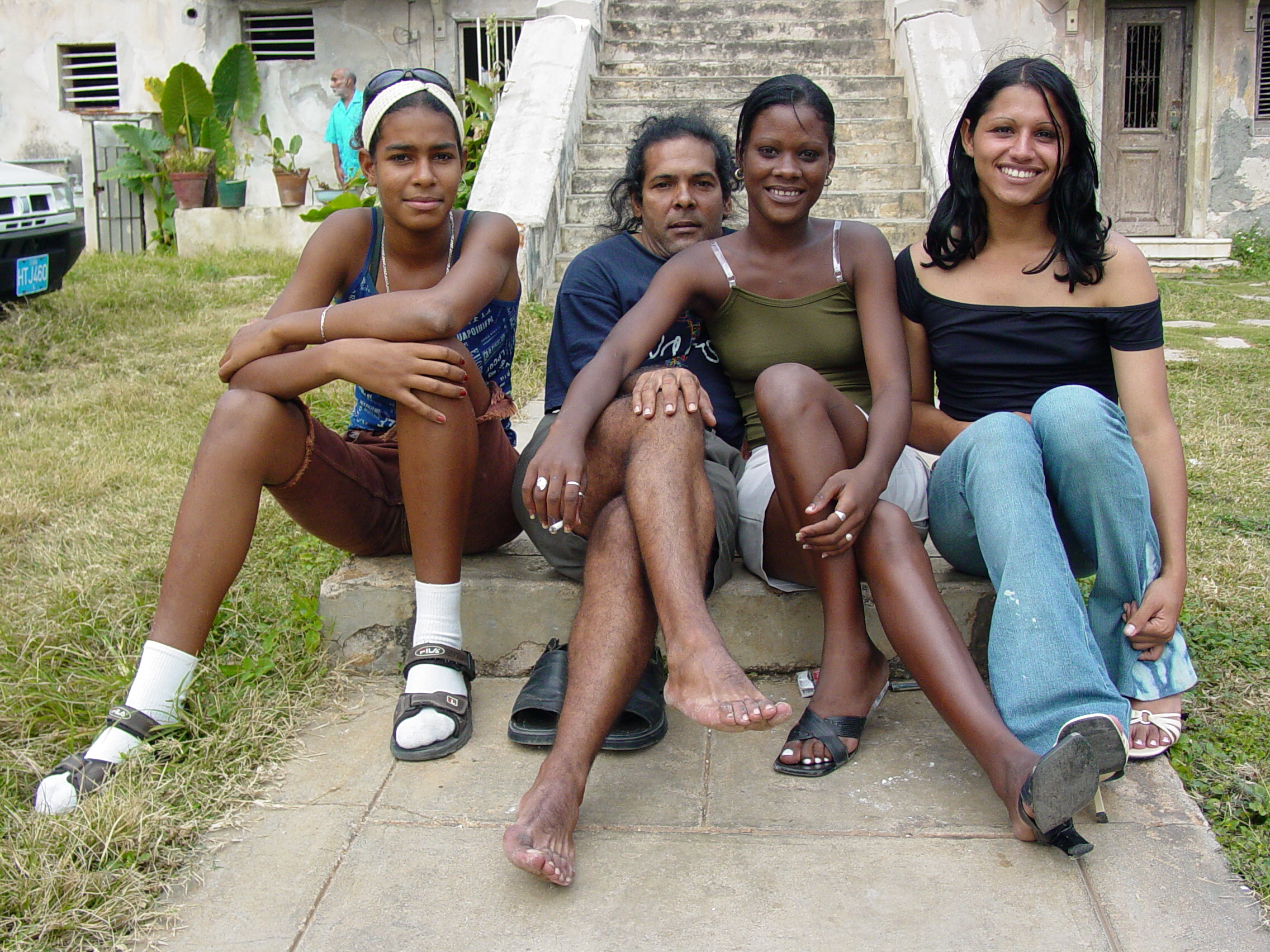
Havannai fiatalok

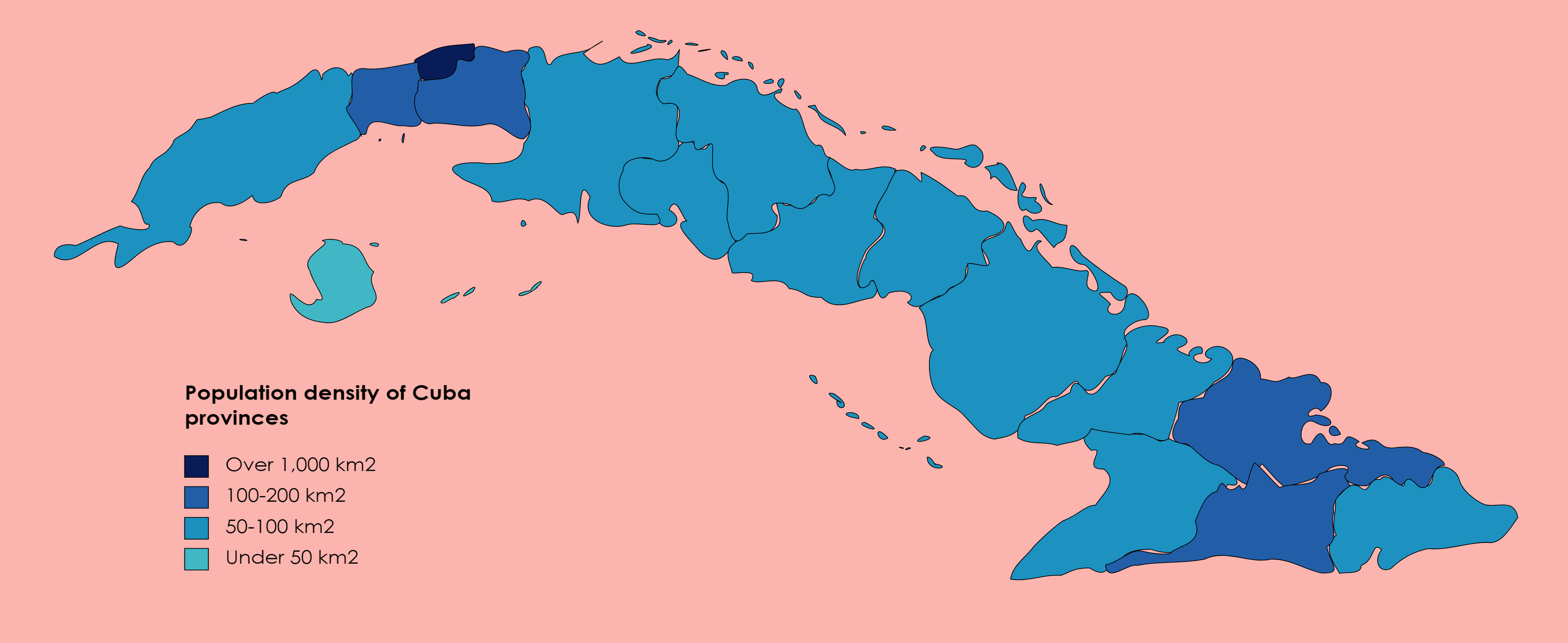
Kuba népsűrűsége 2012-ben

### Általános adatok
A 11,5 milliós lakosság háromnegyede városokban él. A születési arány az egyik legalacsonyabb a nyugati féltekén. Noha az ország népessége 1961 óta mintegy 4 millió emberrel nőtt, a növekedés üteme az utóbbi évtizedekben igen lelassult az alacsony termékenységi rátának és az elvándorlásnak köszönhetően.

### Népességének változása
| Lakosok száma | 7 141 130 | 8 110 405 | 9 025 344 | 9 776 117 | 10 097 020 | 10 684 831 | 11 024 249 | 11 273 363 | 11 281 768 | 10 985 974 |
|               | 1960      | 1966      | 1972      | 1979      | 1985       | 1991       | 1997       | 2004       | 2010       | 2023       |

### Legnépesebb települések
Havanna /La Habana/, Santiago de Cuba, Holguín, Las Tunas, Camagüey, Ciego de Ávila, Trinidad, Santa Clara, Cienfuegos, Matanzas, Pinar del Río. Ezek közül néhány, a róla elnevezett megye székhelye is egyben.

### Etnikai megoszlás
A lakosság az európai (spanyol) gyarmatosítók utódaiból, a fehérek által Afrikából behurcolt fekete rabszolgák leszármazottaiból, illetve a kettő keveredéséből származó mulatt népcsoportból áll. (Leszámítva a nagyon csekély számú kínai népességet.)
Több mint a fele, ötvenegy százaléka a népességnek mulatt. A mulattok alapvetően negrid, bőrszínük valamivel világosabb mint a feketéké. Harminchat százaléka fehér vagyis európai spanyol származású. Tizenegy százaléka fekete afrikai, a maradék egy százalék kínai, illetve kínai fekete keverék.

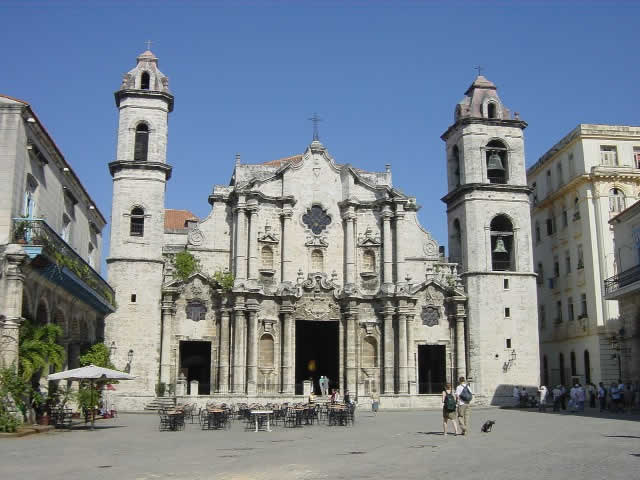
A San Cristóbal (Szent Kristóf) katedrális Havannában

### Nyelvi megoszlás
A köznyelv a spanyol. 
Emellett kisebb zsidó közösségek őrzik a ladino és a jiddis nyelveket, valamint a kínai származásúak egy része még tartja a kínait. A santería vallás papjai rituális nyelvként a jorubát használják. A legismertebb idegen nyelv az angol, de kevesen beszélik.

### Vallás
A római katolikus a legjelentősebb vallás, amelyet a lakosság több mint 53%-a követ egy 2009-es felmérés szerint. Ez a térségben alacsonyak számít, aminek oka a rabszolgaidőkig nyúlik vissza. A rabszolgatartók nem erőltették az áttérést, később a katolikusok pedig a függetlenségi harc ellen voltak, ami tovább tépázta a tekintélyüket. Castro törekvéseit sem támogatták, ami után kommunista Kubában az egyház helyzete nehezebb lett, mint általában a szocialista országokban.
A protestánsok száma hozzávetőleg 300 000, legnagyobb felekezetük az Isten Gyülekezetei 100 000 hívővel.
Kevésbé jelentős a gyarmati időszaka alatt a néger rabszolgák körében kialakult santería (szantería) vallás, amely részben keresztény, részben afrikai törzsi gyökerű; mára rassztól függetlenül minden csoportból vannak követői. 
Csekély számban jelen vannak a bahái vallásúak, a muszlimok és a zsidók is. Utóbbiak 90%-a Fidel Castro uralma alatt külföldre menekült. A jelenleg aktív izraelita közösségek a szefárd, illetve az ortodox askenázi és a konzervatív askenázi; utóbbi a legnagyobb csoport.
Közvetlenül a szocialista hatalomátvétel után az államvezetés számos vallásellenes rendeletet hozott, így például munkanap lett a húsvét és a karácsony; az ország hivatalosan ateista állam lett. A egyházellenes szigort először a Negyedik Kubai Pártkongresszus alkalmával enyhítették, 1991-ben. Az enyhülési folyamat azóta is tart; ennek fontos mérföldköve volt II. János Pál pápa 1998-as látogatása a szigetországban.

## Gazdaság

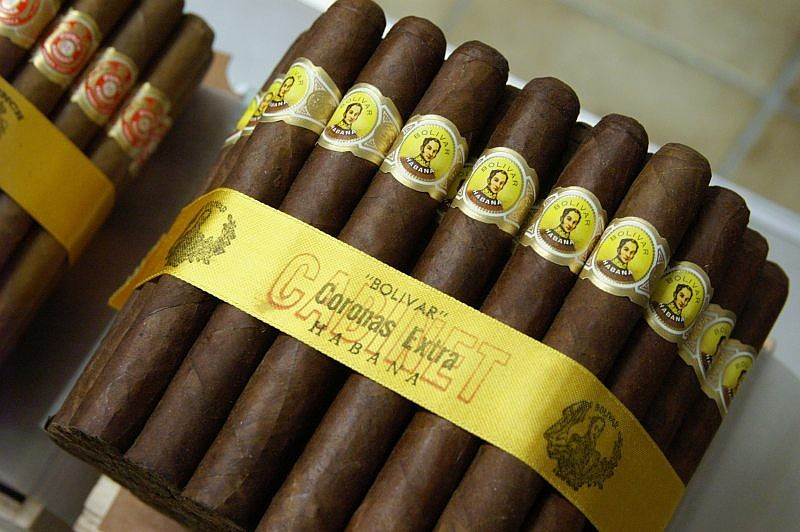
A kubai szivar

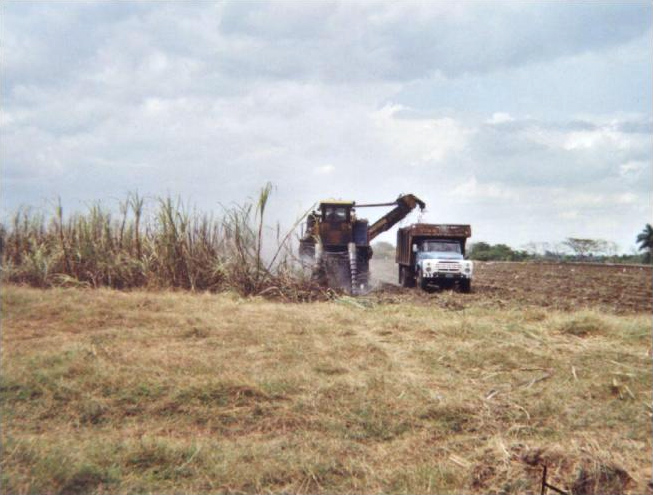
Munka a cukornádföldön

### Általános adatok
Az ország ipara szocialista (kommunista) berendezkedésű. Az összes cég – leszámítva egyes kisvállalkozásokat – állami tulajdonban van. A külföldi befektetéseknél is kötelező a meghatározó kubai állami arány.
A Szovjetunió felbomlása után Kuba kőolajellátása erőteljesen csökkent, ez időlegesen radikálisan átrendezte az ország társadalmi, gazdasági berendezkedését.

### Gazdasági ágazatok

#### Mezőgazdaság
A vetésterület több mint 50%-át a cukornád foglalja el, de jelentős a dohány, a kávé és a citrusfélék termesztése is. Kuba Közép-Amerika egyik legnagyobb szarvasmarha-állományával rendelkezik.

#### Ipar
A fejlődő ipar az ásványkincsekre (vas-, réz-, mangán-, króm- és nikkelérc, kevés kőolaj) épül. Az ipar vezető ágazata az élelmiszeripar (cukorgyártás) és a dohányfeldolgozás (Havanna szivar). A nehézipar, gépgyártás és a vegyipar fejlődő iparágak.

#### Külkereskedelem
Kuba kereskedelmi partnerei (2017) :
- Import:  Kína 22%,  Spanyolország 14%, Oroszország 5%, Brazília 5%, Mexikó 4,9%, Olaszország 4,8%, USA 4,5%
- Export:  Venezuela 17,8%,  Spanyolország 12,2%, Oroszország 7,9%, Libanon 6,1%, Indonézia 4,5%, Németország 4,3%

- Importcikkei: kőolaj, élelmiszer, gépek és berendezések, vegyszerek
- Exportcikkei:  vas, réz, mangán, króm, nikkelérc, kőolaj, cukornád, dohány, kávé, citrusfélék, szarvasmarha.[18]

#### Az országra jellemző egyéb ágazatok

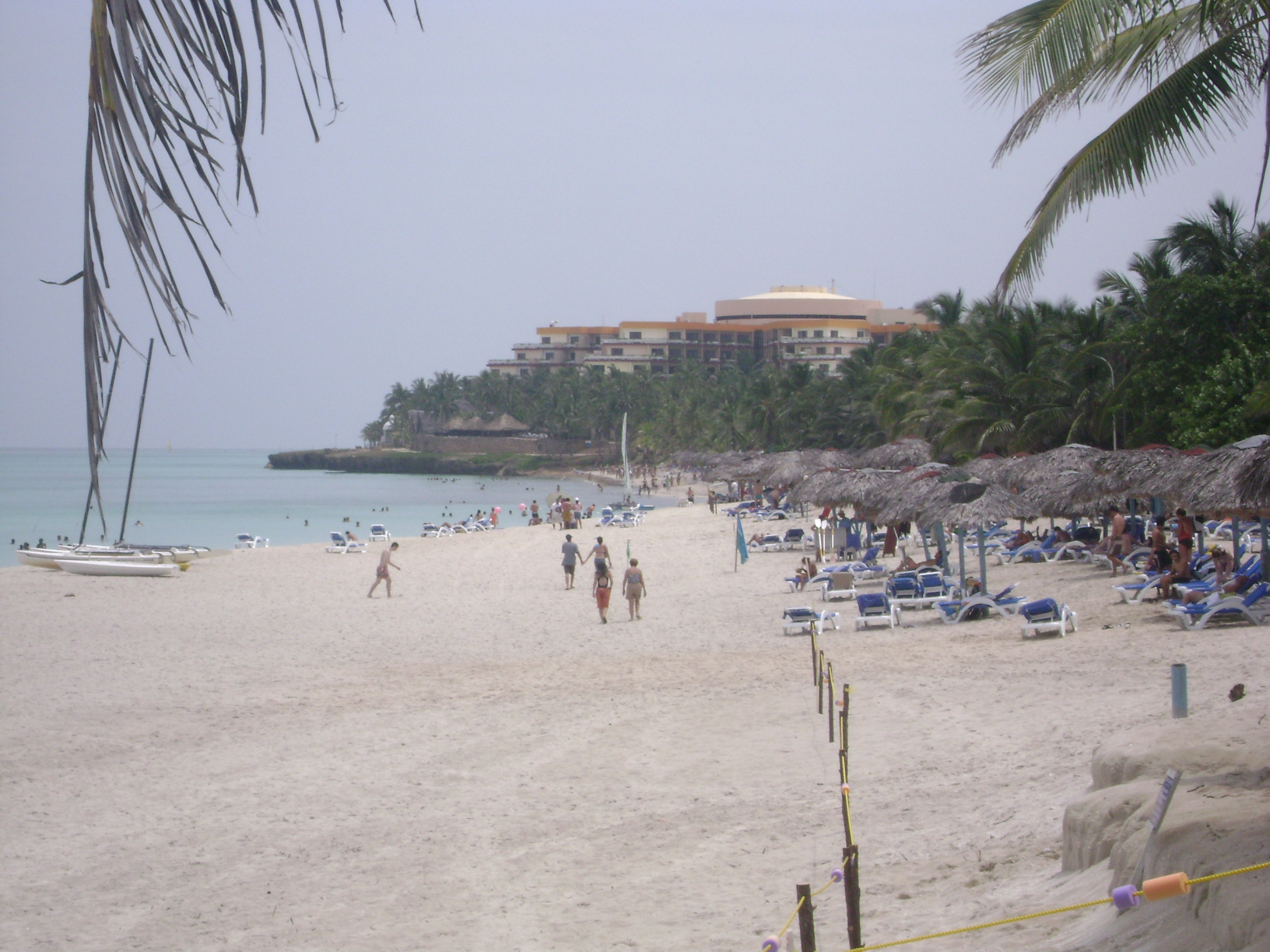
Tengerpart Varaderonál

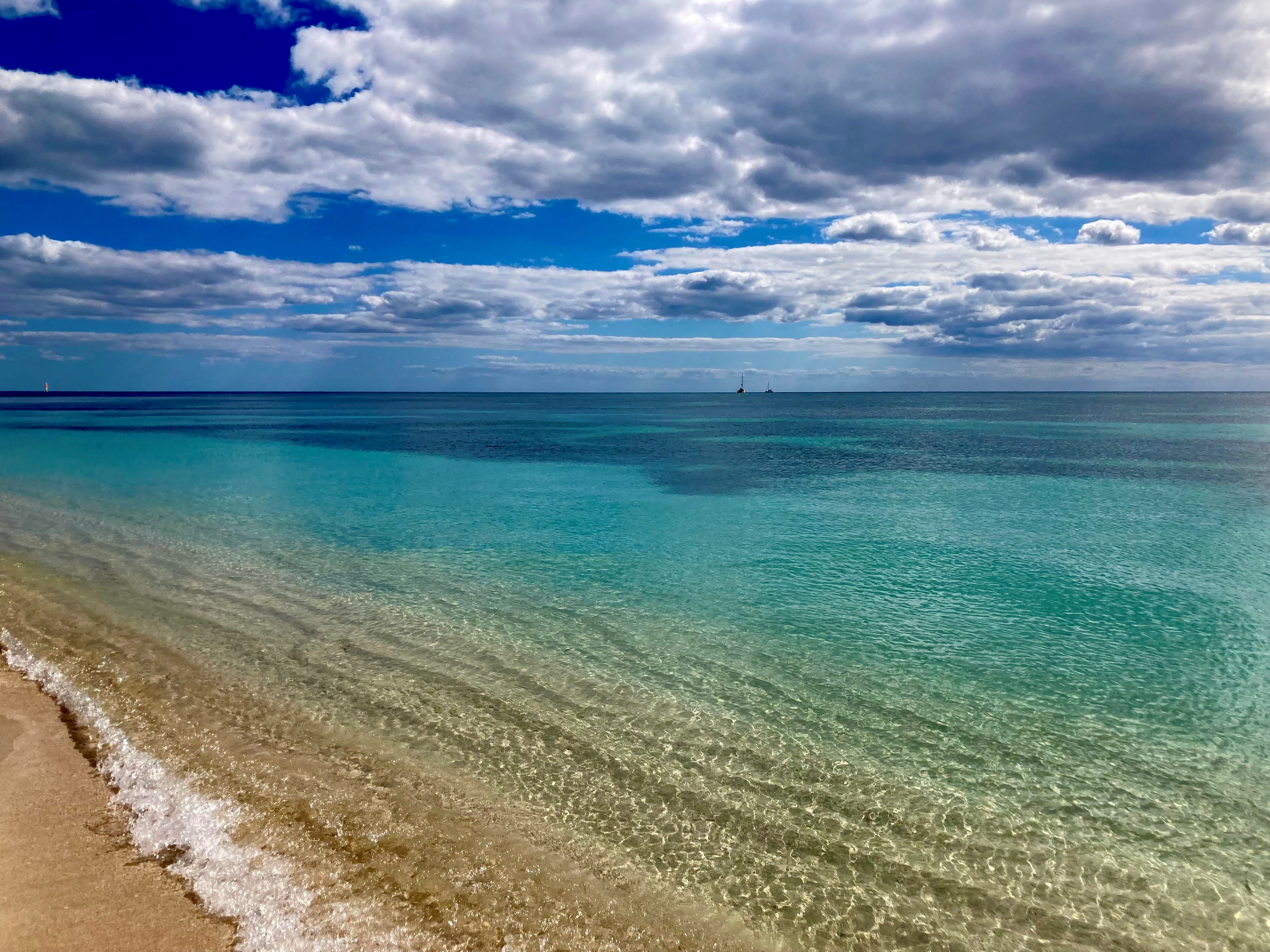
Playa Ancón, Trinidad közelében

## Közlekedés
Az országban 3442 km hosszú a vasúthálózat, 60 858 km hosszú a közúthálózat, amiből 14 478 km burkolt és 678 km autópálya. Kubának 7 kikötője és 2017-ben 64 szilárd burkolatú repülőtere van.

### Közút

#### Járművek
Havannában a városi közlekedést Európából, az egykori Szovjetunióból vagy Kanadából importált buszok biztosítják. Az 1959-ben alapított Girón 1970-ben kezdett bele az importált buszok javításába, vagy a leselejtezett darabokból – főleg Ikarusokból – új járművek építésébe. 1979-ben egy magyar-kubai szerződésnek köszönhetően az Ikarusok már darabokban érkeztek az országba, melyeket egy havannai összeszerelő csarnokban tettek menetképessé.  A járműveknek nagy része régi, például leszerelt holland busz, amiket Hollandia adományozott Kubának még az 1990-es évek közepén vagy egykori montreáli GM buszok. Az Egyesült Államok kereskedelmi embargója ellenére (Kanadából behozott) amerikai stílusú sárga iskolabuszok is közlekednek.
Kuba érdekessége, hogy igen nagyszámú – egy 2018-as becslés szerint 60.000 darab – 1959 előtt gyártott amerikai autó van forgalomban az ország területén. Ennek az oka az, hogy 1959 után újabb amerikai személygépjárműveket nem lehetett behozni az ország területére egészen 2016-ig. Emellett igen jelentős az egykori szocialista országokban gyártott régi autók száma is: Zsiguli, Moszkvics, Skoda .

### Légi
Az állami tulajdonban lévő Cubana (Cubana de Aviación) légitársaság mellett a két másik nagy kubai légitársaság az Aero Caribbean és az Aerogaviota, mindkettő modern európai és orosz repülőgépeket üzemeltet. Az egyik másik légitársaság az Aerotaxi.
Szilárd burkolatú repülőterek száma összesen: 64 (2017)
- 914 m alatt: 27 (2017)

Szilárd burkolattal nem rendelkezik további 69 repülőtér.
A Havanna melletti José Martí nemzetközi repülőtér Kuba fő nemzetközi kapuja, és évente több millió utast szolgál ki.

## Telekommunikáció
| Hívójel prefix | CL-CM, CO, T4 |
| ITU zóna       | 11            |
| CQ zóna        | 8             |

## Kultúra
Kuba kultúrájában leginkább a spanyol és az afrikai hatás érezhető.

### Oktatási rendszer
Kubában az oktatás minden szintje ingyenes. A tankötelezettség 16 éves korig szól. Az alapfokú oktatás az első hat osztályt foglalja magában. A középfokú oktatás két részre oszlik: az első négy osztály kötelező, s érettségivel végződik, amit technikumban vagy egyetemi előkészítő osztályokban folytatnak.
Kuba – és egyben a karibi térség – legrégebbi egyeteme az 1728-ban alapított Havannai Egyetem.
Az ideológiai oktatás az első osztályban elkezdődik, s a tanuló hozzáállásáról úgynevezett káderlapot vezetnek. A káderlapok intézménye a felsőfokú oktatás egyik szűrője.

### Művészetek
- Építészet
- Képzőművészetek. Néhány ismertebb kubai képzőművész: Michel Aguilar Ros, Irina Elen González, Abel Morejón, Isolina Limonta.
- Irodalom. A legismertebb kubai írók: José Martí, Cirilo Villaverde, Alejo Carpentier, Nicolás Guillén.

- Filmművészet
- Zene.

Sokan vélik úgy, hogy Kuba legfontosabb „természeti kincse” a zenéje. A son, az habanera, a rumba és az ezekből létrejött modern csacsacsa, mambó és a salsa mind kubai eredetű ritmusok.

### Gasztronómia

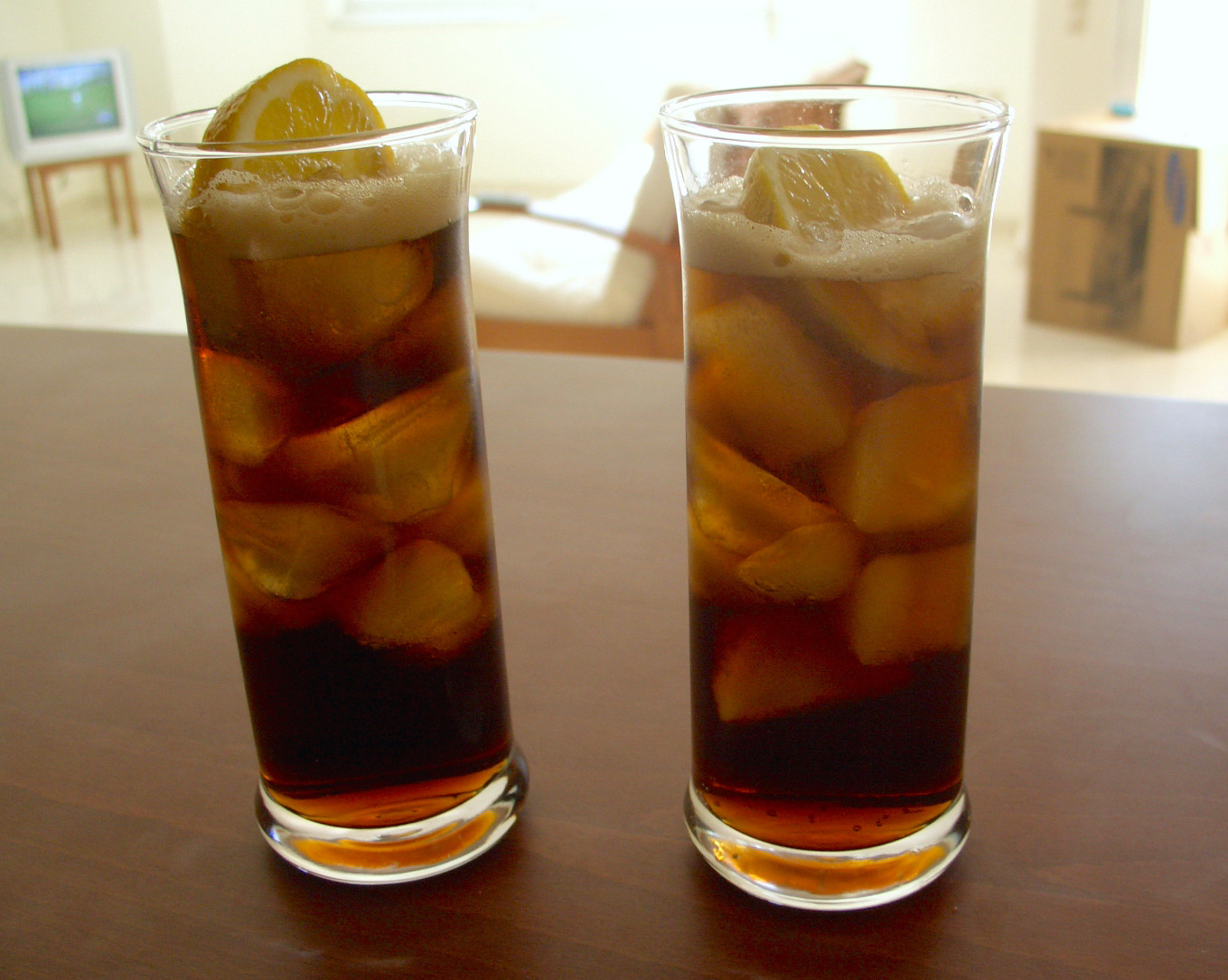
Cuba Libre

A kubai konyhában az afrikai és spanyol ízek keverednek. Alapanyagként főként rizs, bab, kukorica, burgonya, sertéshús, csirkehús, marhahús, halak, tintahal, rák, languszta szolgálnak. Ezekből leveseket, főtt-, sült- és grillezett húsokkal készített főfogásokat készítenek. Mindezeket gazdag körettel-, ízletes szószokkal-, mártásokkal- és salátákkal egészítik ki. A salátákból nem hiányozhat a paradicsom, az uborka és a hagyma, melyet gyakran ecettel és olívaolajjal öntenek le. A desszert általában fagylalt, kókuszszirupos sajt, vagy rumos omlett lehet. A sziget legkedveltebb ételei: fekete bab rizzsel (moros y cristianos), sült csirkével, a sült malac sült burgonyával, salátával, a tintahal mártásban, a feketebableves (sopa de frijoles), marhahúsleves (sopa de res a la cubana), sült tojás kreol módra (huevos fritos a la Criolla). Ínyencek a tenger gyümölcsei teljes palettáját megtalálják a legváltozatosabb módokon elkészítve. A tintahal mártásban, a rákfalatkák és a languszta-tál mellett krokodil raguval, főtt cápahússal.
A koktélok alapanyaga a kubai rum. A koktélok mindenhol kedveltek és a legkisebb bárban is kaphatók. Néhány kedvelt koktél: Havanna especial (ananászlé hároméves rummal, marresquino), Daiquiri (citromlé, cukor, ötéves rum, jégkristály), Presidente (málna, száraz vermut, hároméves rum), Bacardi-koktél (triple sec, citromlé, ötéves rum).
A kávézókban és a bárokban a trópusi gyümölcsökből készített "jugó"-k kaphatók. A turmix italok is kedveltek.

## Sport
Kuba nemzeti sportja a baseball.
Kuba első számú sikersportja az ökölvívás. Az ország sportolói által az olimpiai játékokon szerzett aranyérmeknek közel felét az ökölvívók szerezték.
Kuba ökölvívó olimpiai bajnokai: Andrés Aldama, Roberto Balado, Yan Barthelemí, Joel Casamayor, Emilio Correa Vaillant, Yuriorkis Gamboa, José Gómez Mustelier, Jorge Gutiérrez, Ariel Hernández, Jorge Hernández Padrón, Juan Hernández Pérez, Ángel Herrera, Roniel Iglesias, Mario Kindelán, Juan Carlos Lemus, Rogelio Marcelo, Armando Martínez, Orlando Martínez, Robeisy Ramírez, Guillermo Rigondeaux, Maikro Romero, Félix Savón, Odlanier Solís, Teófilo Stevenson, Héctor Vinent.
Nemzetközi szinten a kubai ökölvívás erejét jelzi, hogy a hetvenes évek óta az olimpiákon valamint a világbajnokságokon ökölvívásban szerzett aranyérmek több mint egyharmadát kubaiak nyerték.

## Ünnepnapok
| Időpont      | Név                     | Helyi név                              | Megjegyzés                                             |
| ------------ | ----------------------- | -------------------------------------- | ------------------------------------------------------ |
| Január 1.    | A Forradalom napja      | Triunfo de la Revolución               | Az 1959-es, Fidel Castro vezette forradalom emléknapja |
| Január 2.    | A fegyveres erők napja  | Día de Victoria de las Fuerzas Armadas |                                                        |
| változó      | Nagypéntek              | Viernes Santo                          |                                                        |
| Május 1.     | A munka ünnepe          | Día de los trabajadores                | Nemzetközi ünnep                                       |
| Július 25.   |                         | Conmemoración del asalto a Moncada     | A Moncada laktanya megtámadásának évfordulója (1953)   |
| Július 26.   | A Nemzeti Lázadás Napja | Día de la Rebeldía Nacional            | Forradalmi ünnep                                       |
| Október 10.  | A Függetlenség napja    | Día de la Independencia                | Az 1868. évi függetlenségi háború kezdőnapja           |
| December 25. | Karácsony               | Navidad                                |                                                        |

## Videófelvételek
- Régi járművek – Youtube.com, Közzététel: 2011. máj. 3.
- Régi járművek – Youtube.com, Közzététel: 2015. jan. 11.
- Gőzmozdonyok I., II., III., IV., V., VI., VII. – Youtube.com, Közzététel: 2017. jan. 10.
- Utazások a földgolyón – A Karib-tenger térség /Kuba, Dominika és Haiti, Jamaica, Guadeloupe/ – Youtube.com, Közzététel: ?
- Az 1959 előtti Kuba – Youtube.com, Közzététel: ?